# スタントンチェスセット

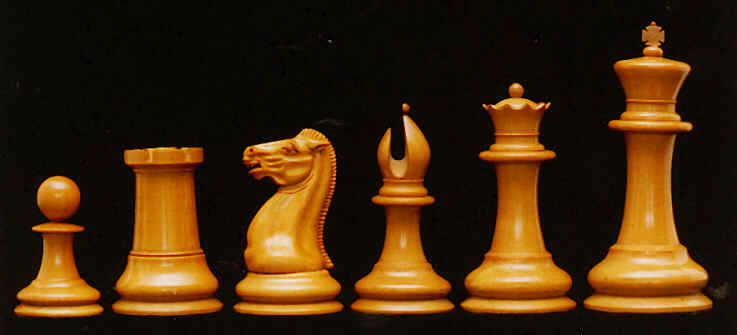
スタントンチェスセット。右からキング、クイーン、ビショップ、ナイト、ルーク、ポーン。

スタントンチェスセット(英: Staunton chess set)は、チェスの駒の中で最も一般的となっているチェスセットである。ナサニエル・クックによって設計され、イギリスのチェスチャンピオンハワード・スタントンにちなんで名づけられた。また、販売はイギリスのジャック・オブ・ロンドンが行った。

## 歴史

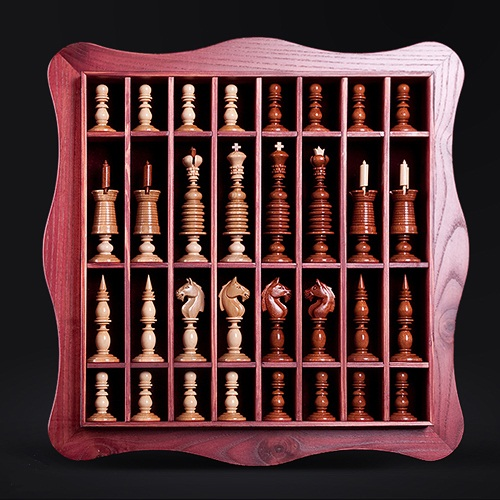
当時まで使われていた駒

その当時、チェスの駒は背が高かったため、倒す事が多く、使いづらかった。
- Wall, Bill. “Staunton chess set”. 2009年10月28日時点のオリジナルよりアーカイブ。2022年4月6日閲覧。
- Styles of sets 1700-1849
- dedicated Jaques Staunton site

## ギャラリー

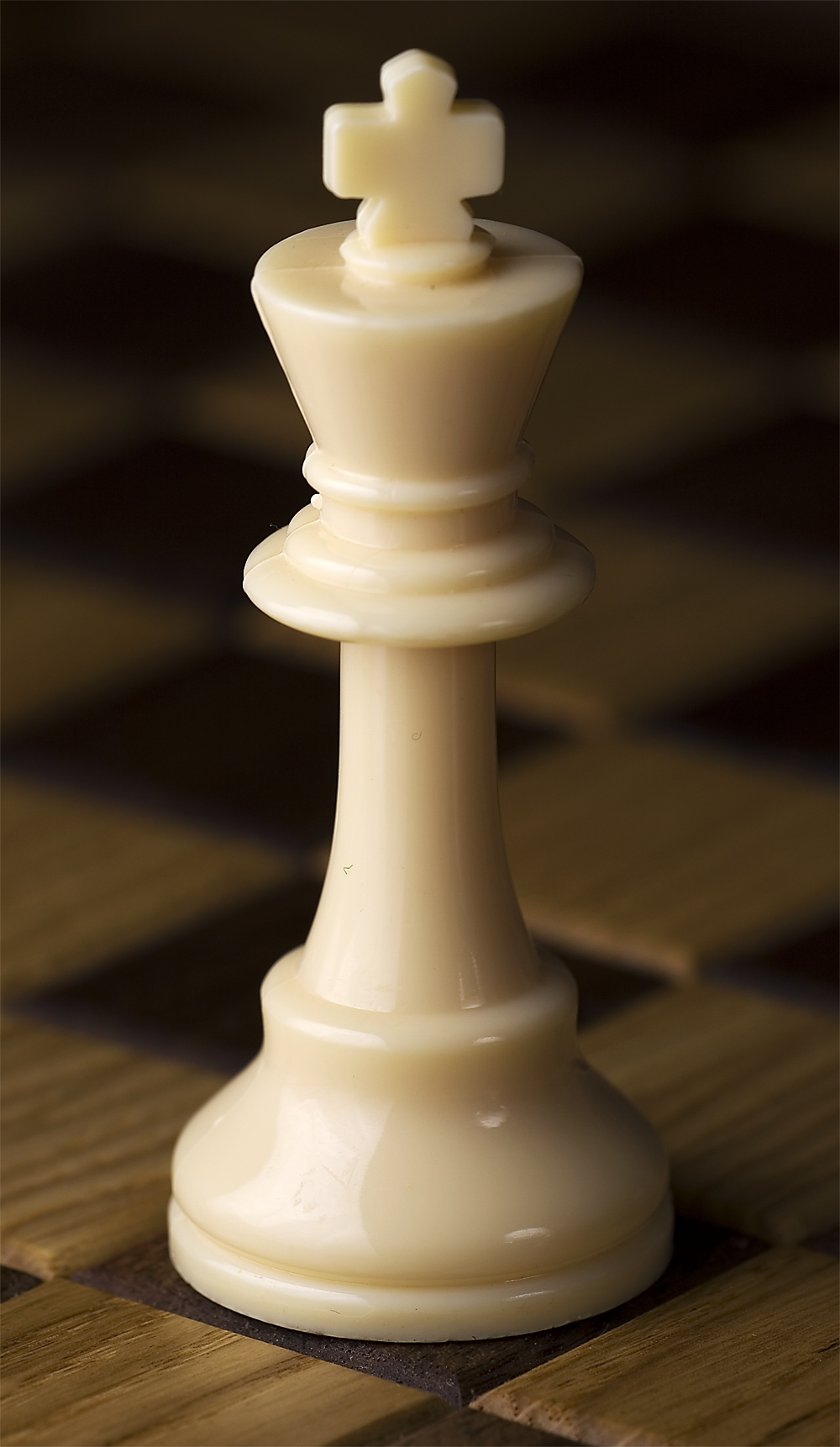
White king
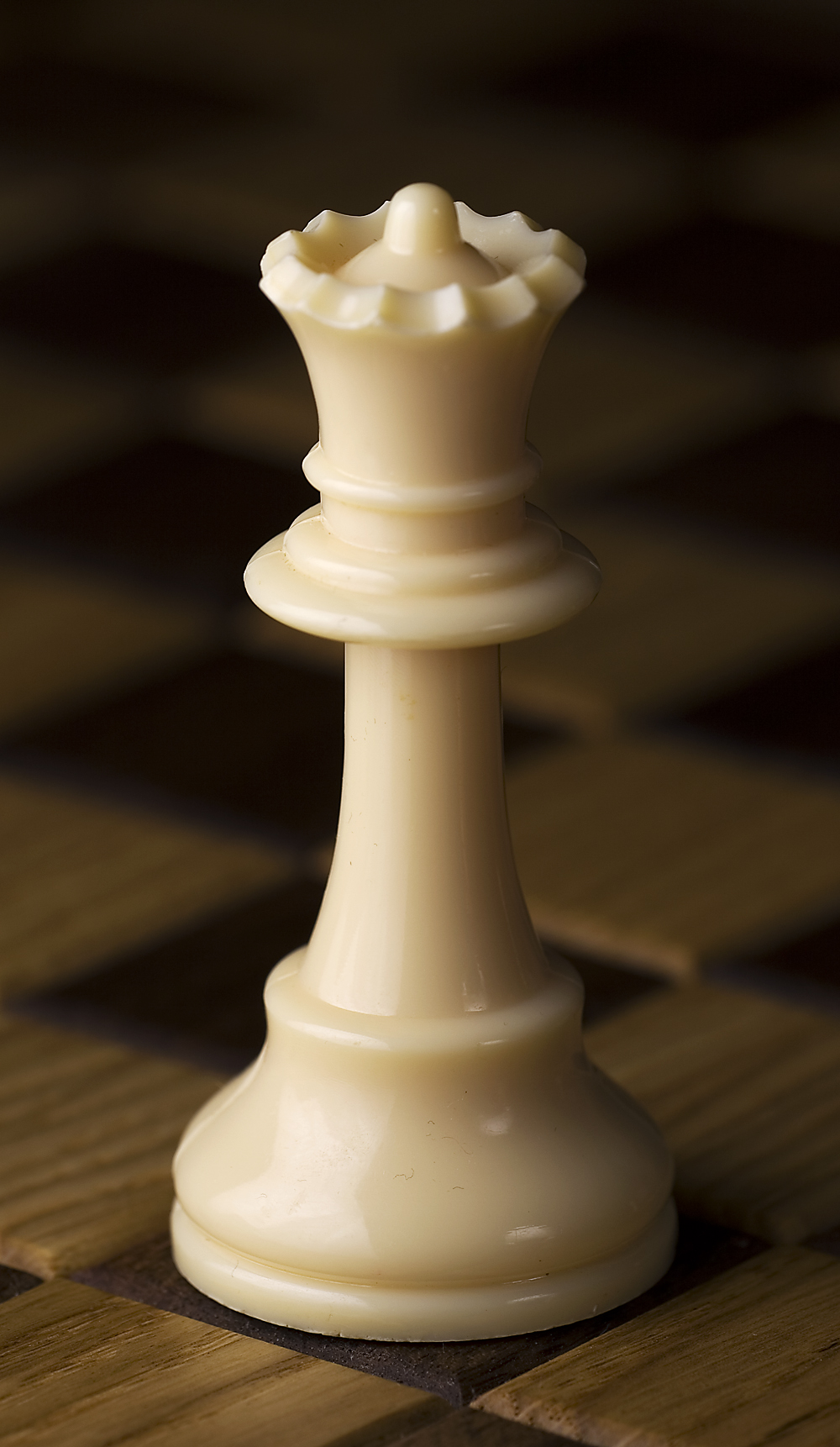
White queen
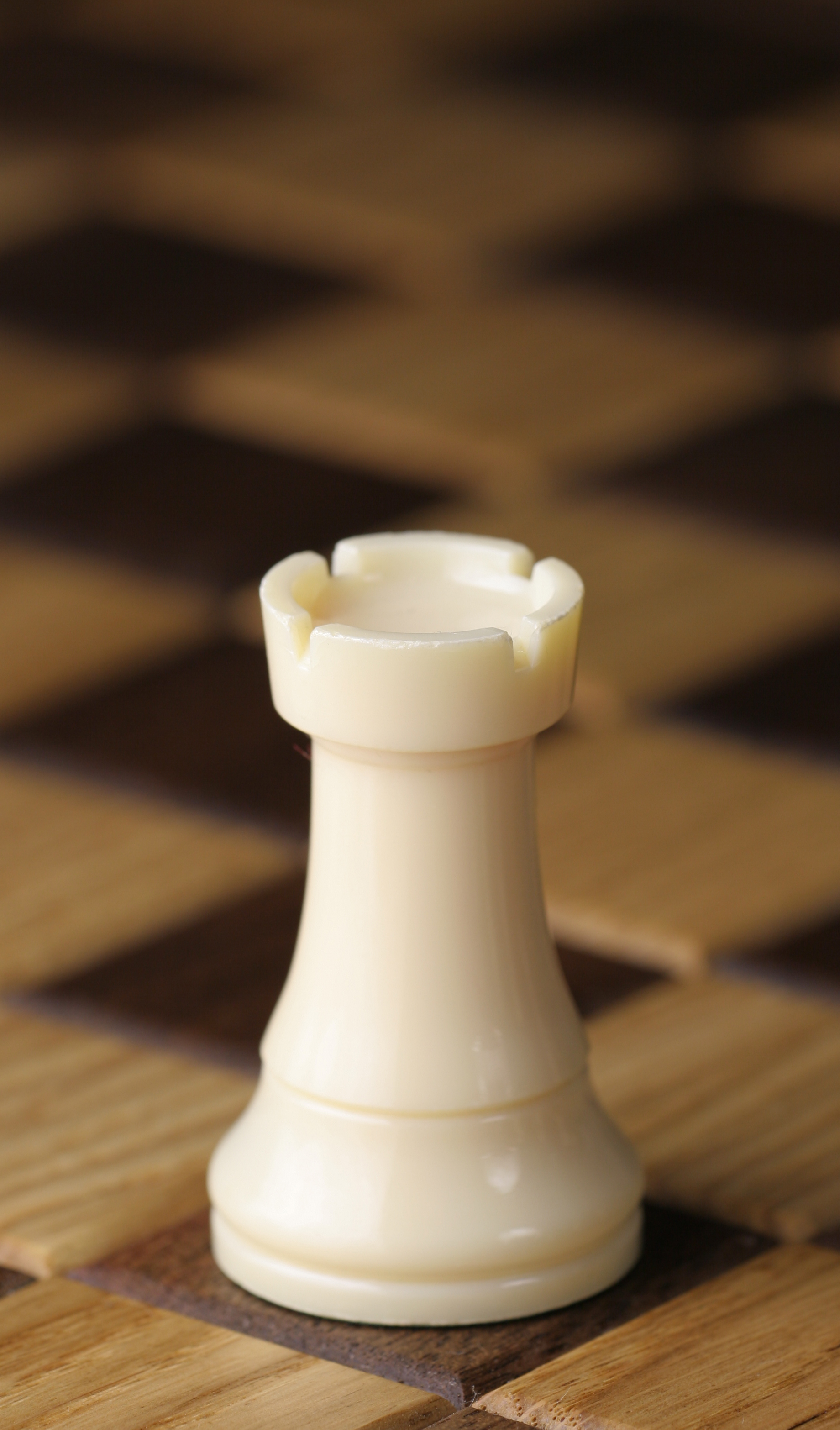
White rook
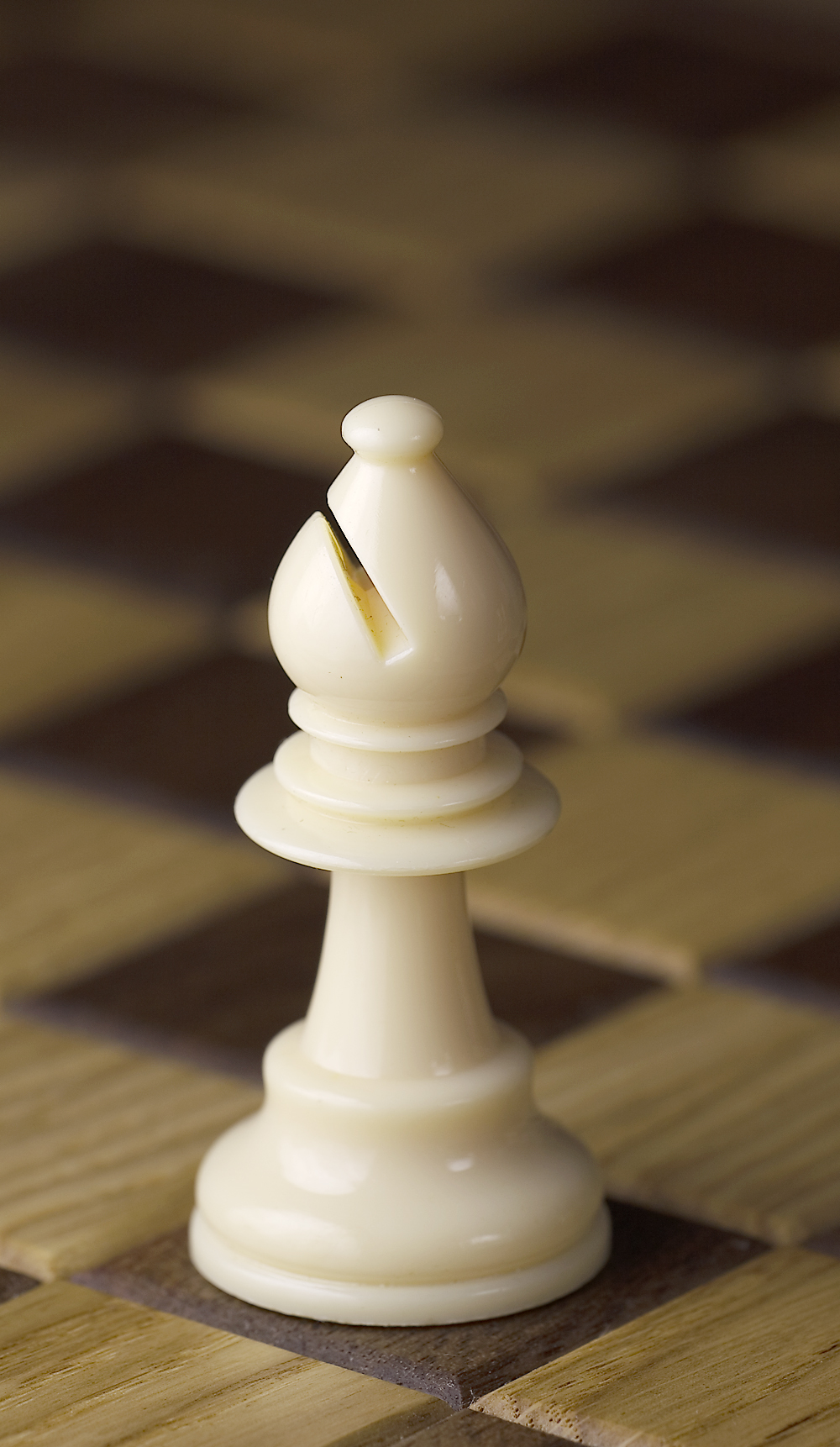
White bishop
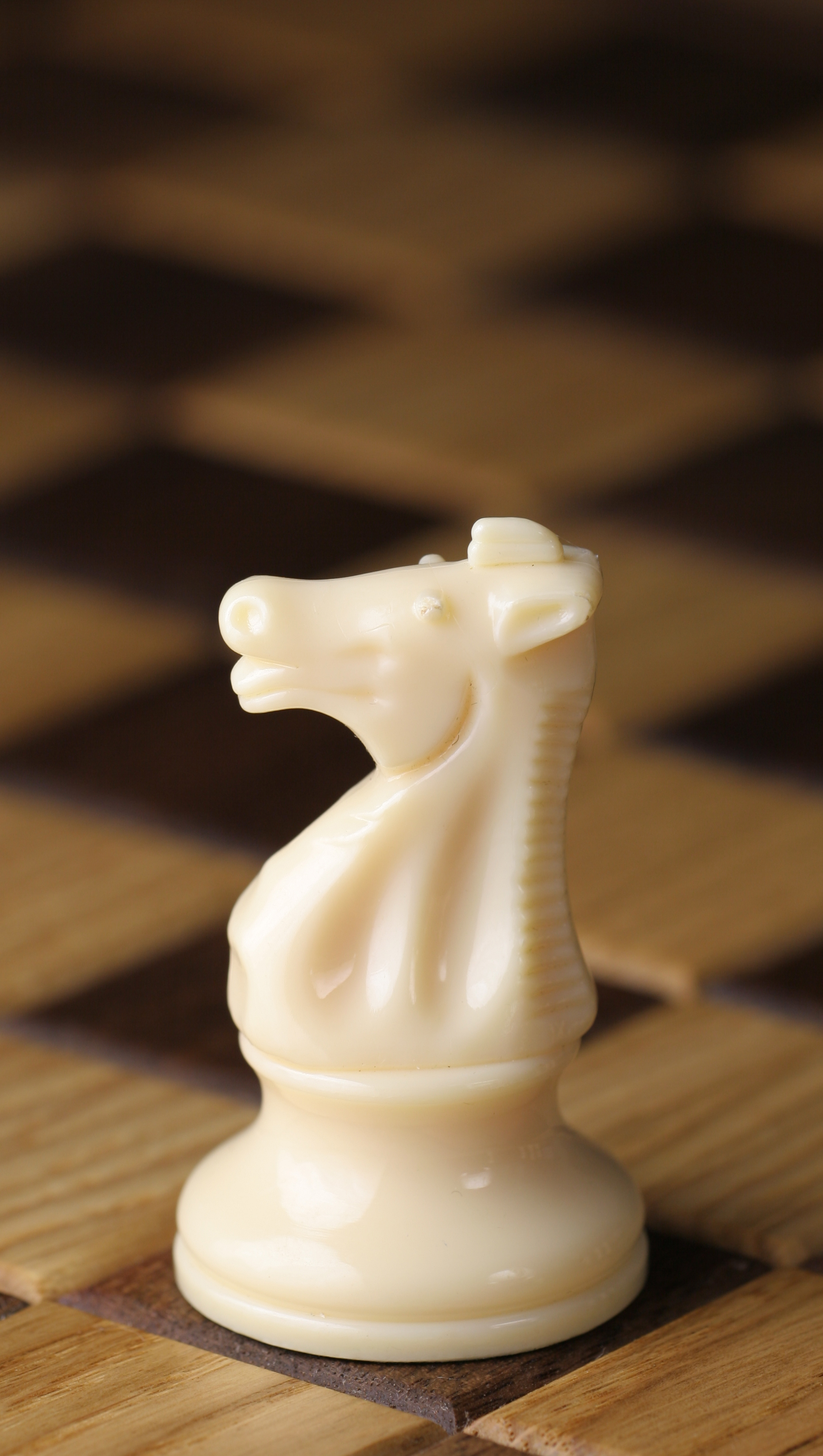
White knight
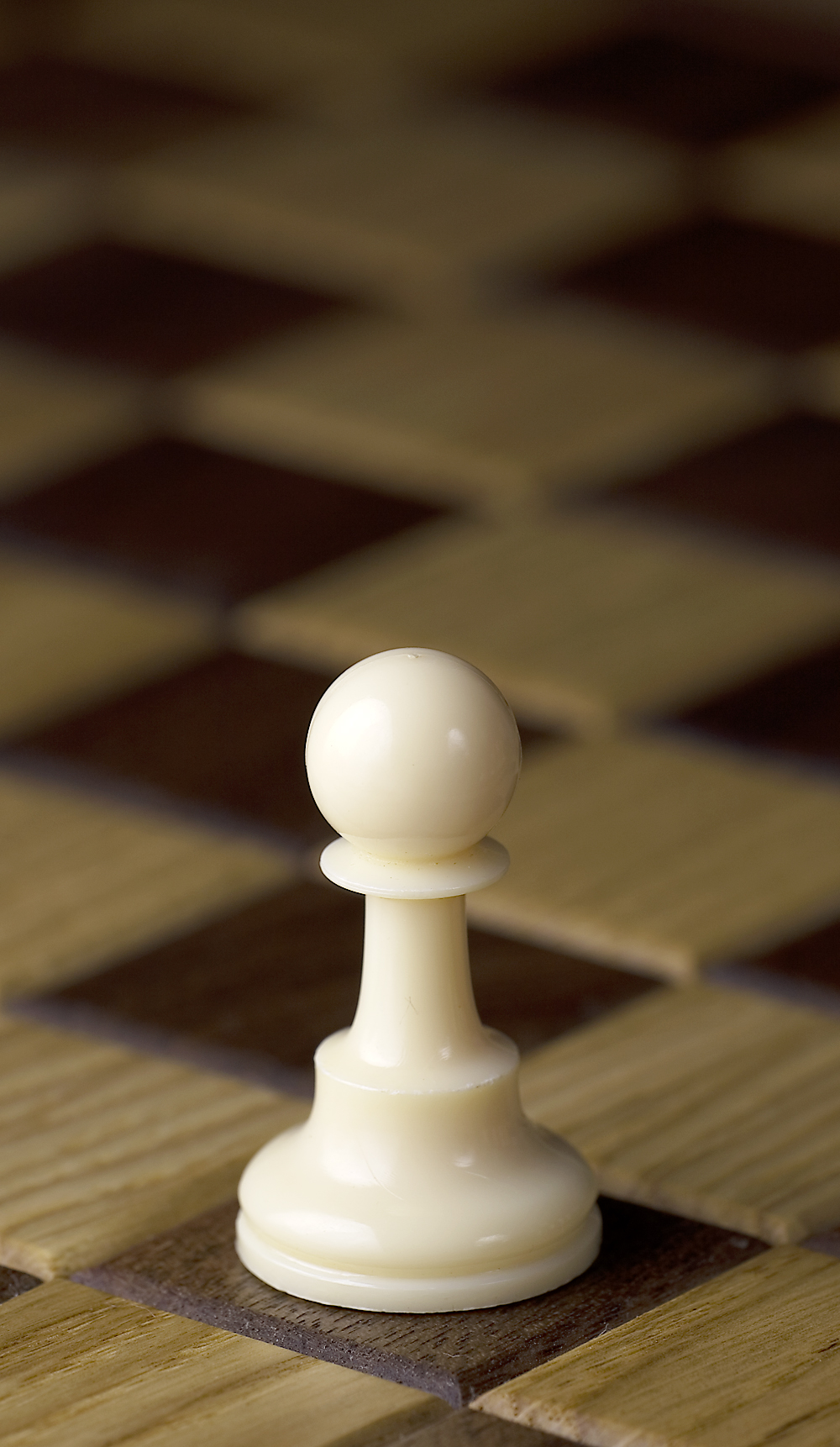
White pawn

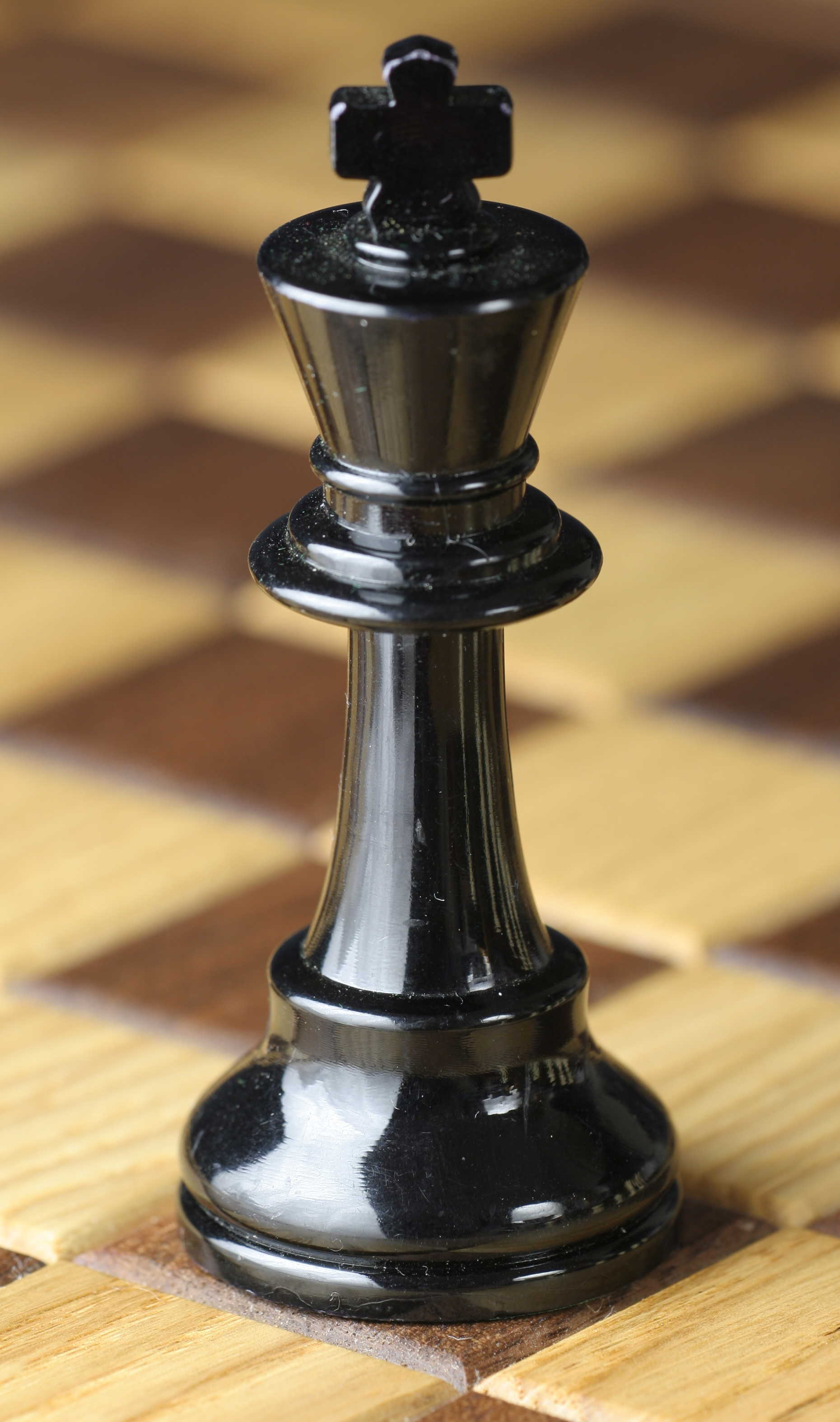
Black king
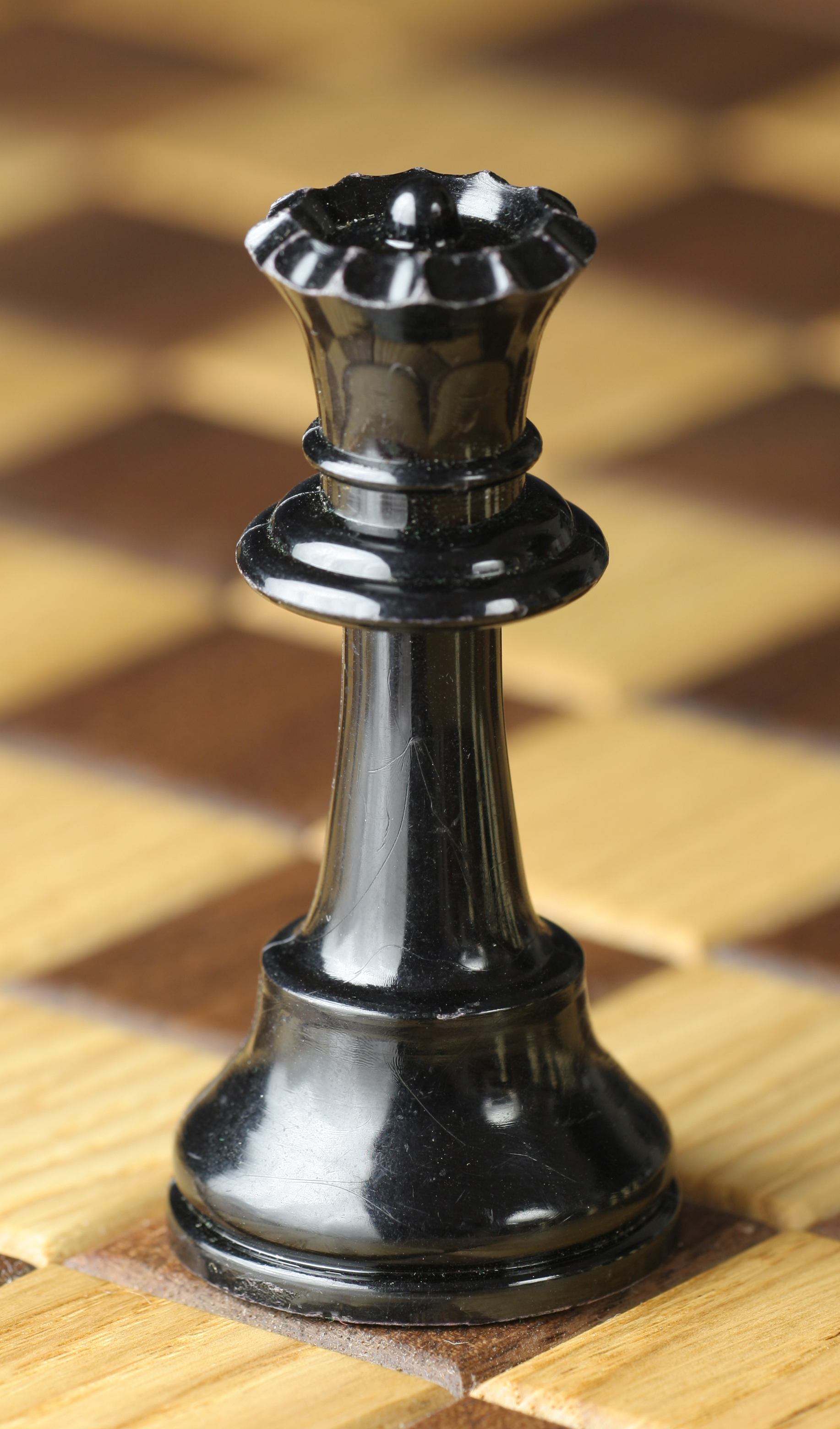
Black queen
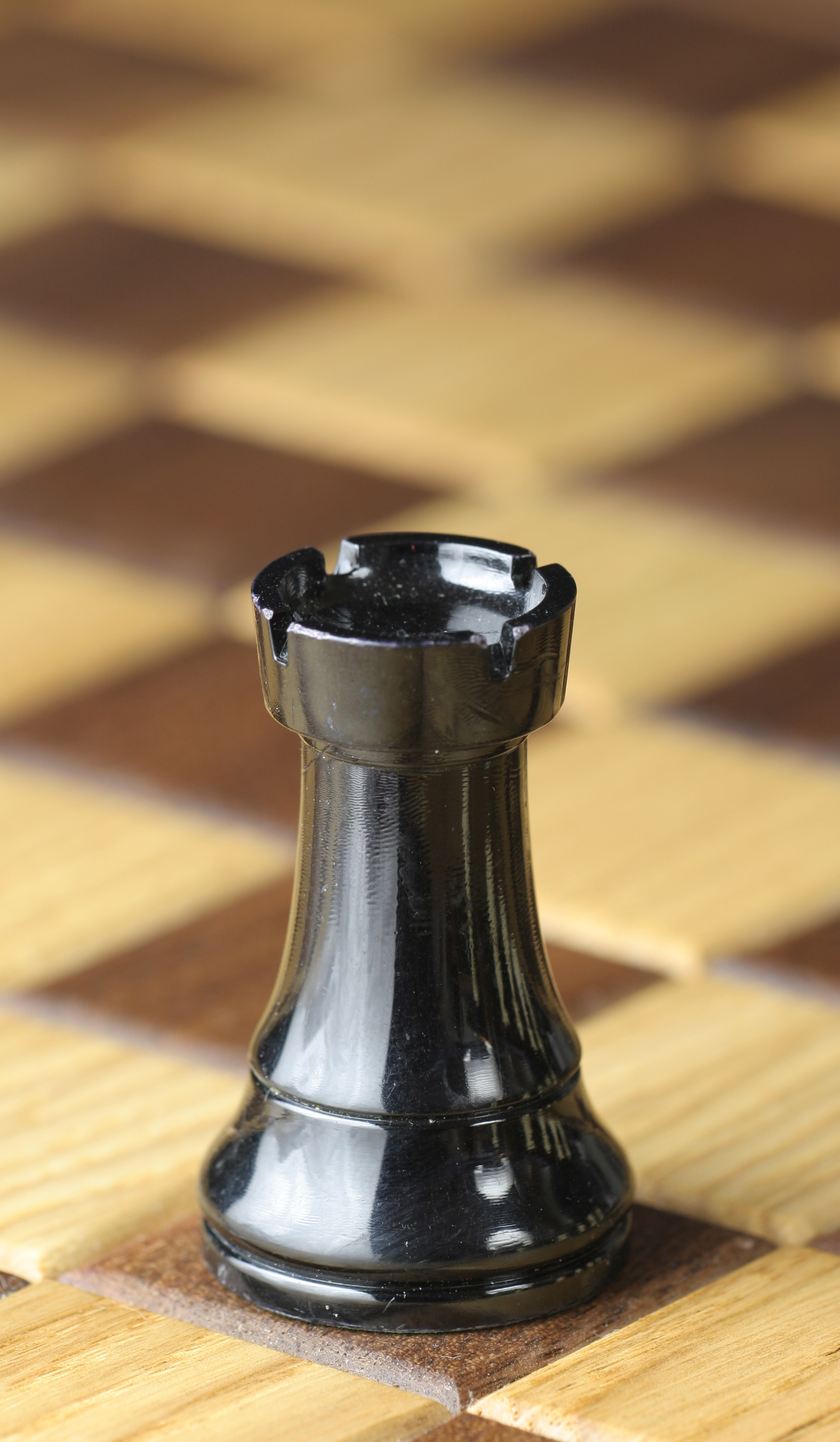
Black rook
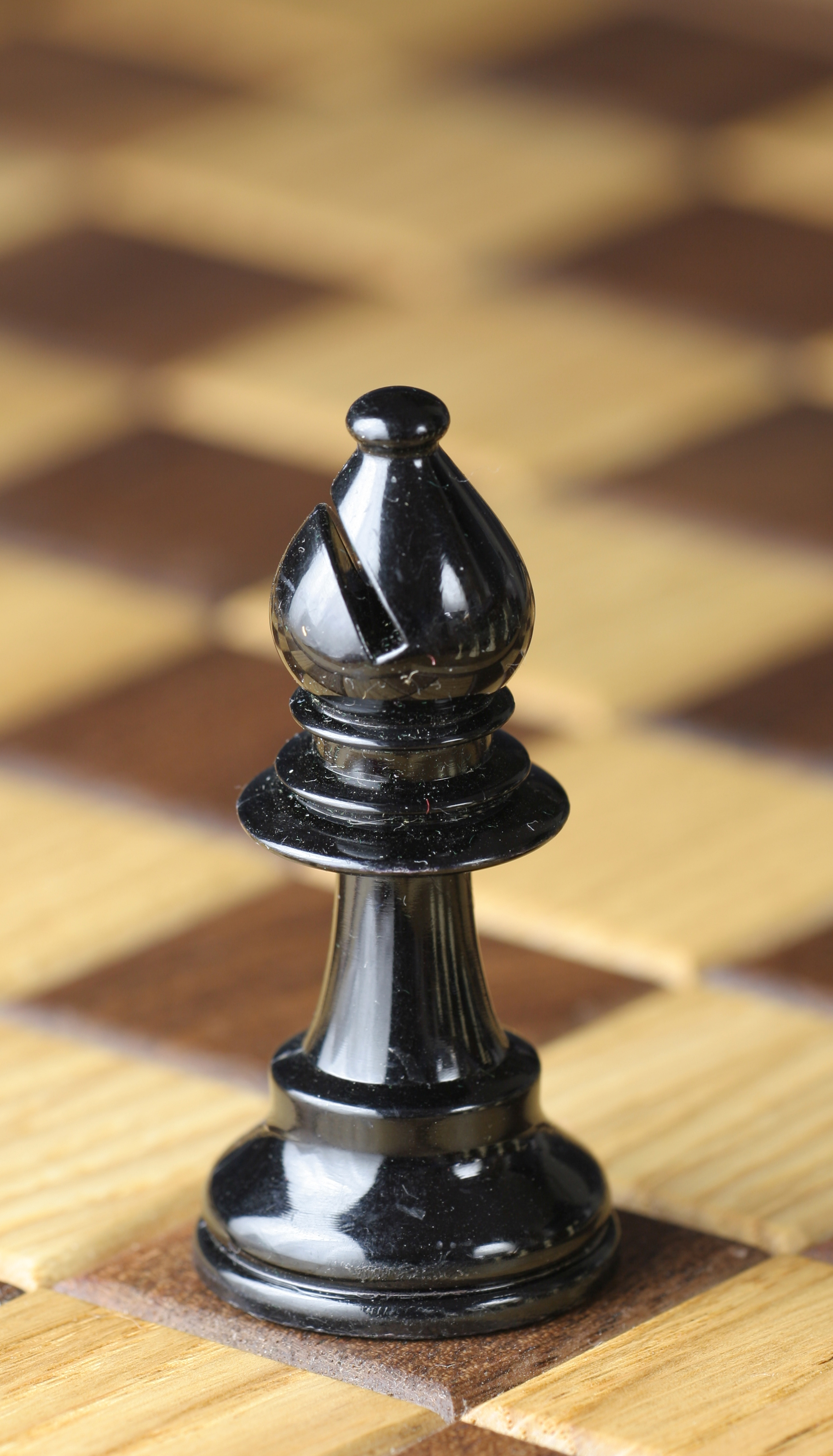
Black bishop
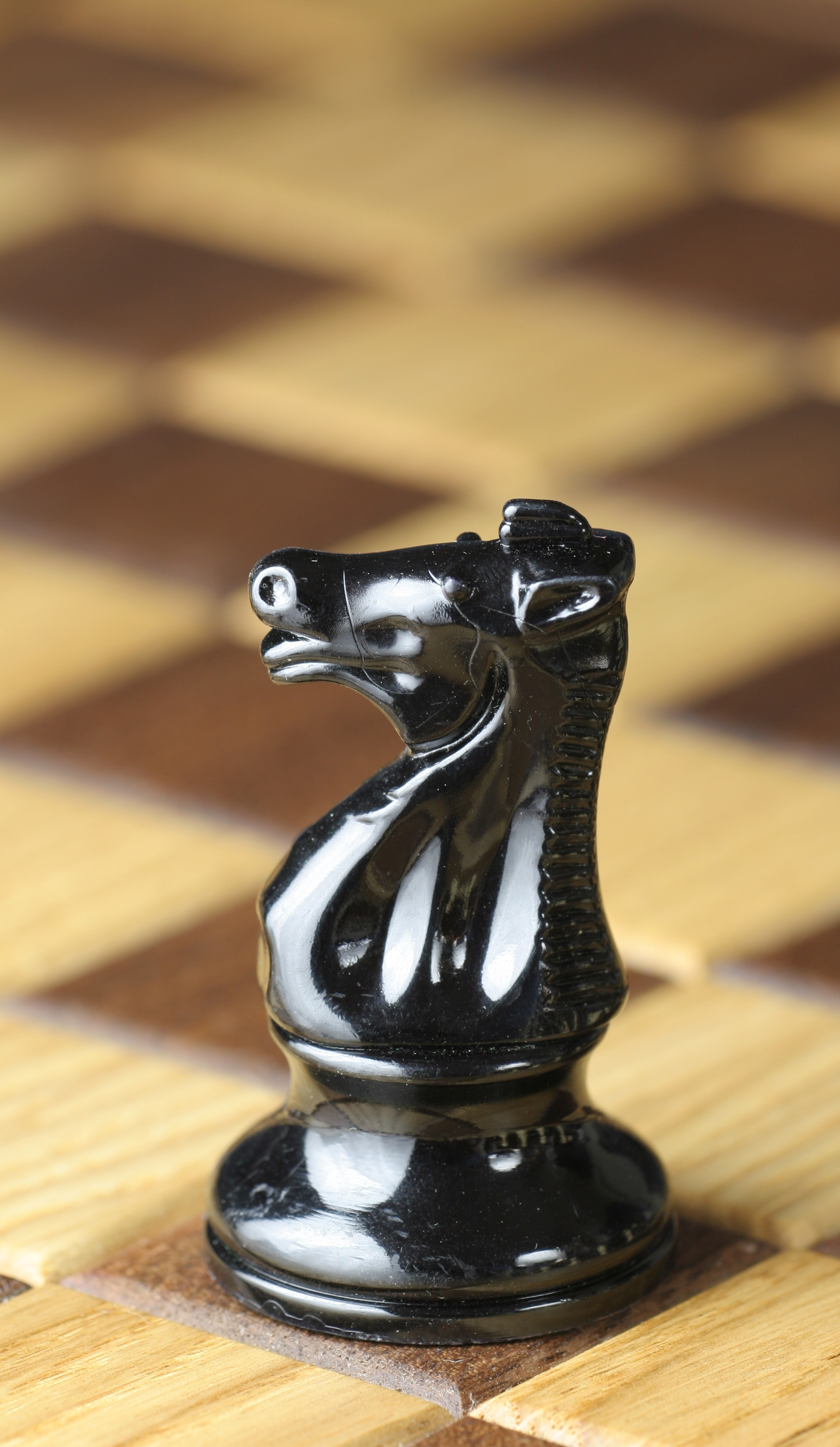
Black knight
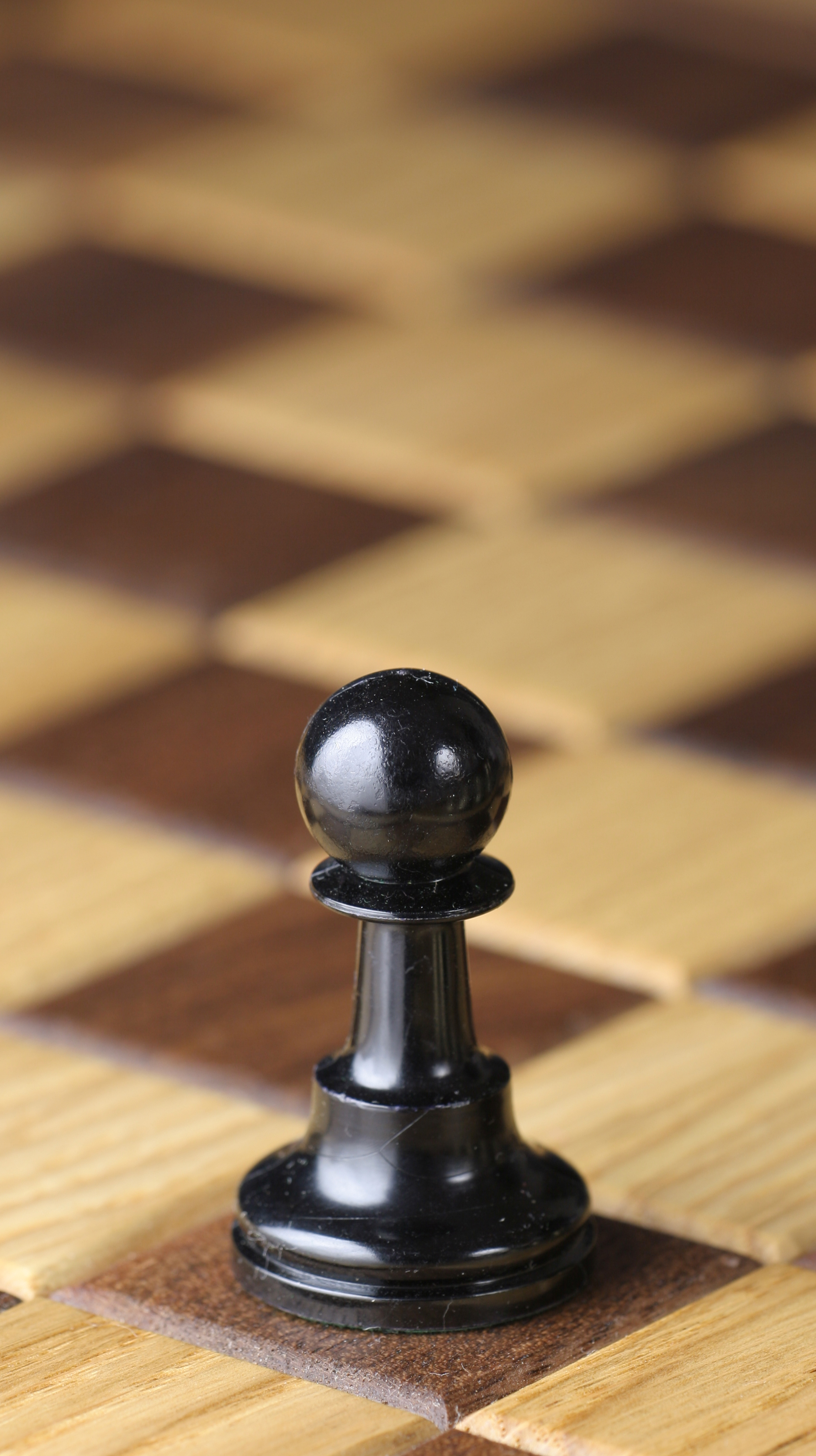
Black pawn

### ナイトのバリエーション
Even among sets of the standard Staunton pattern, the style of the pieces varies.  The knights vary considerably. Here are some examples.

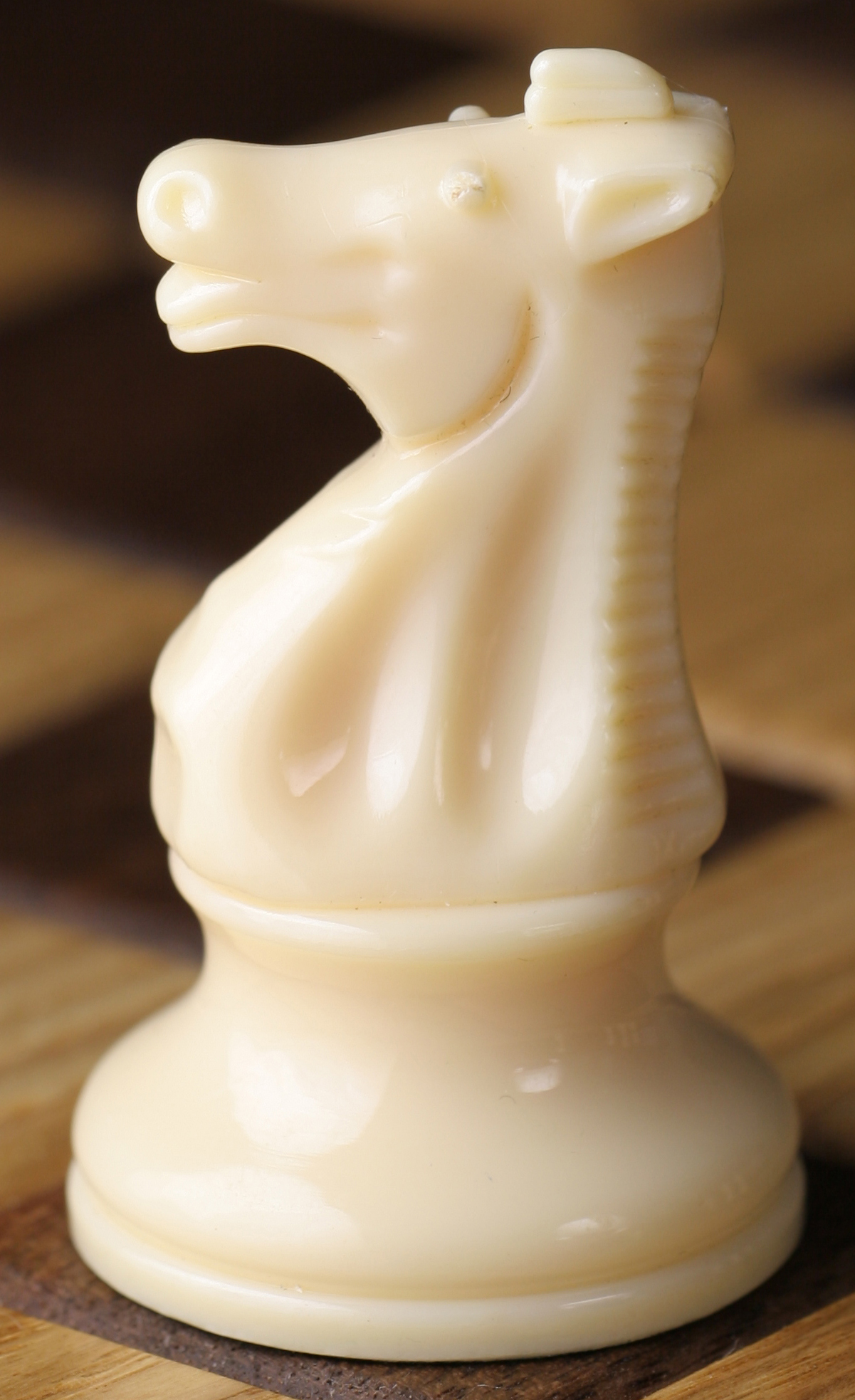
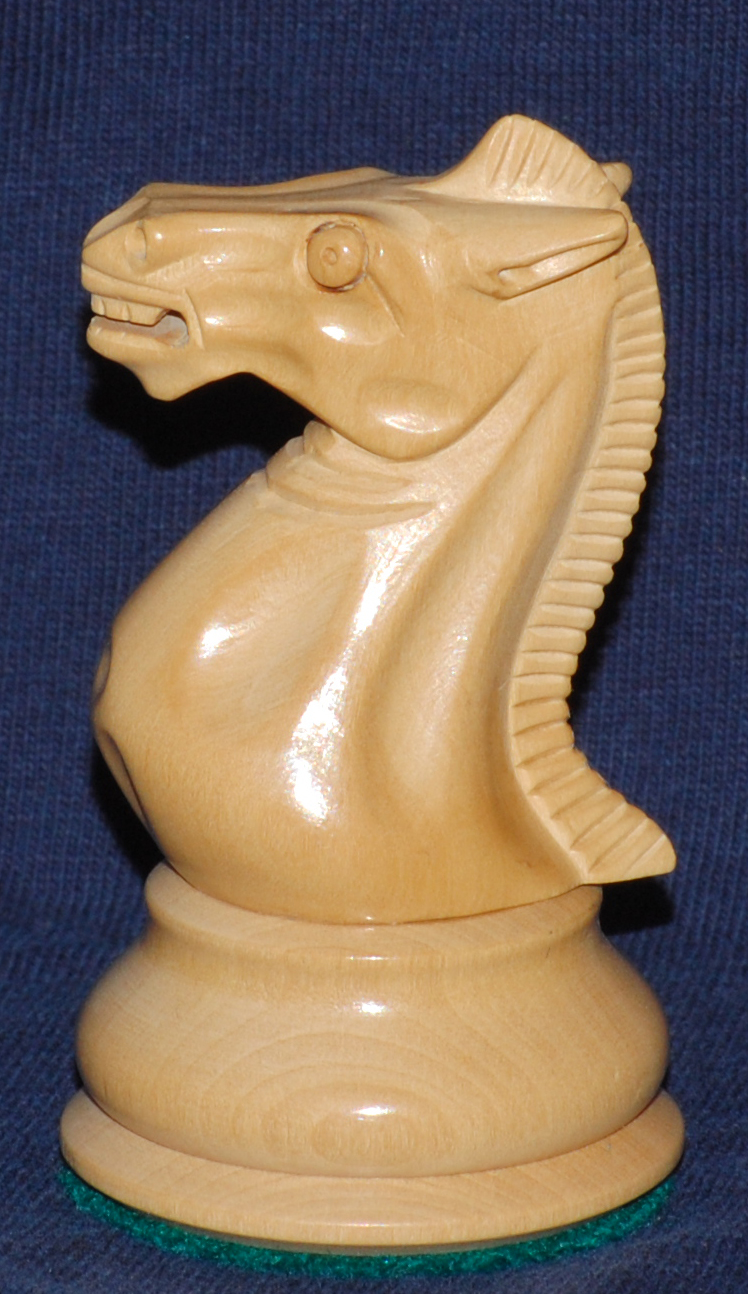
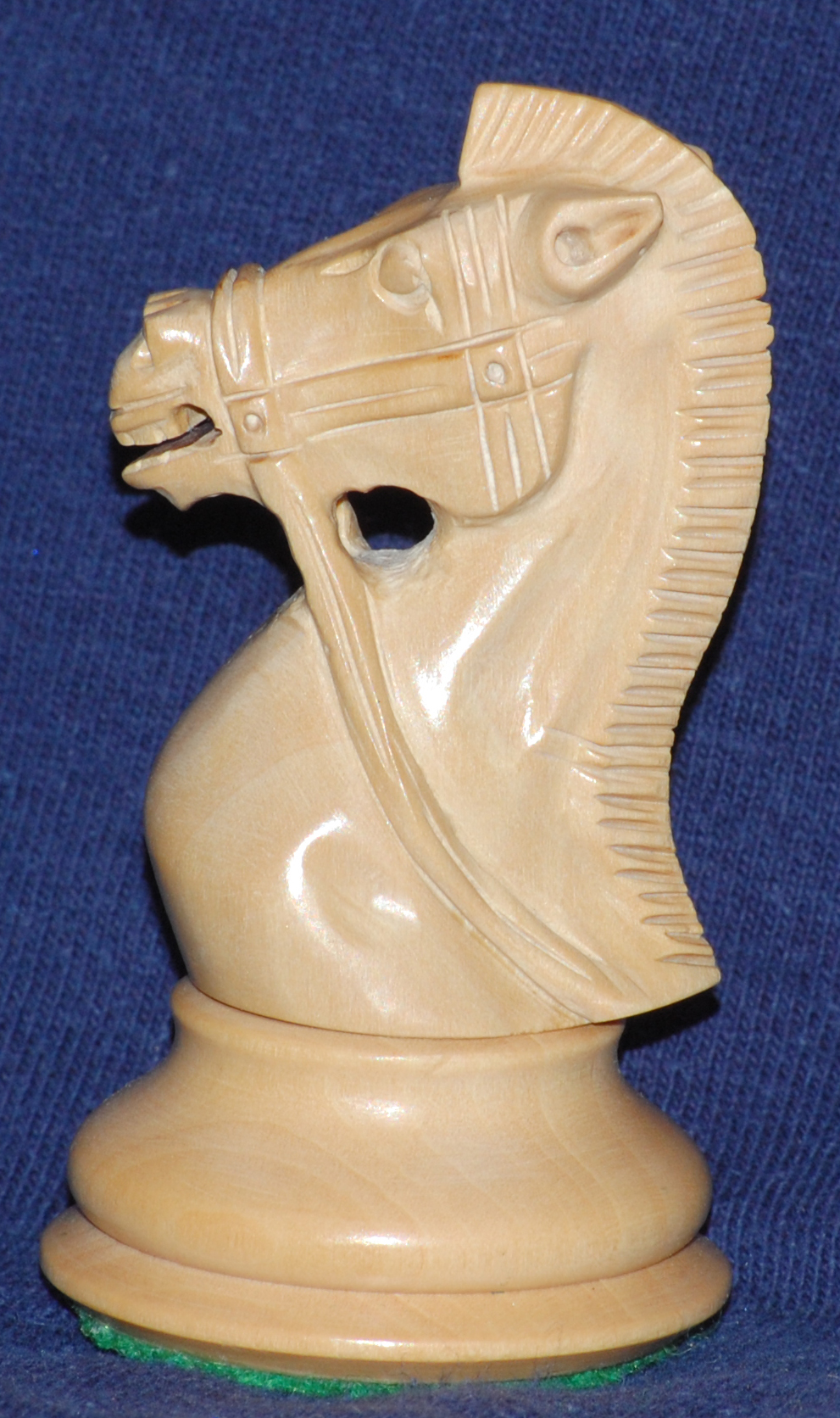
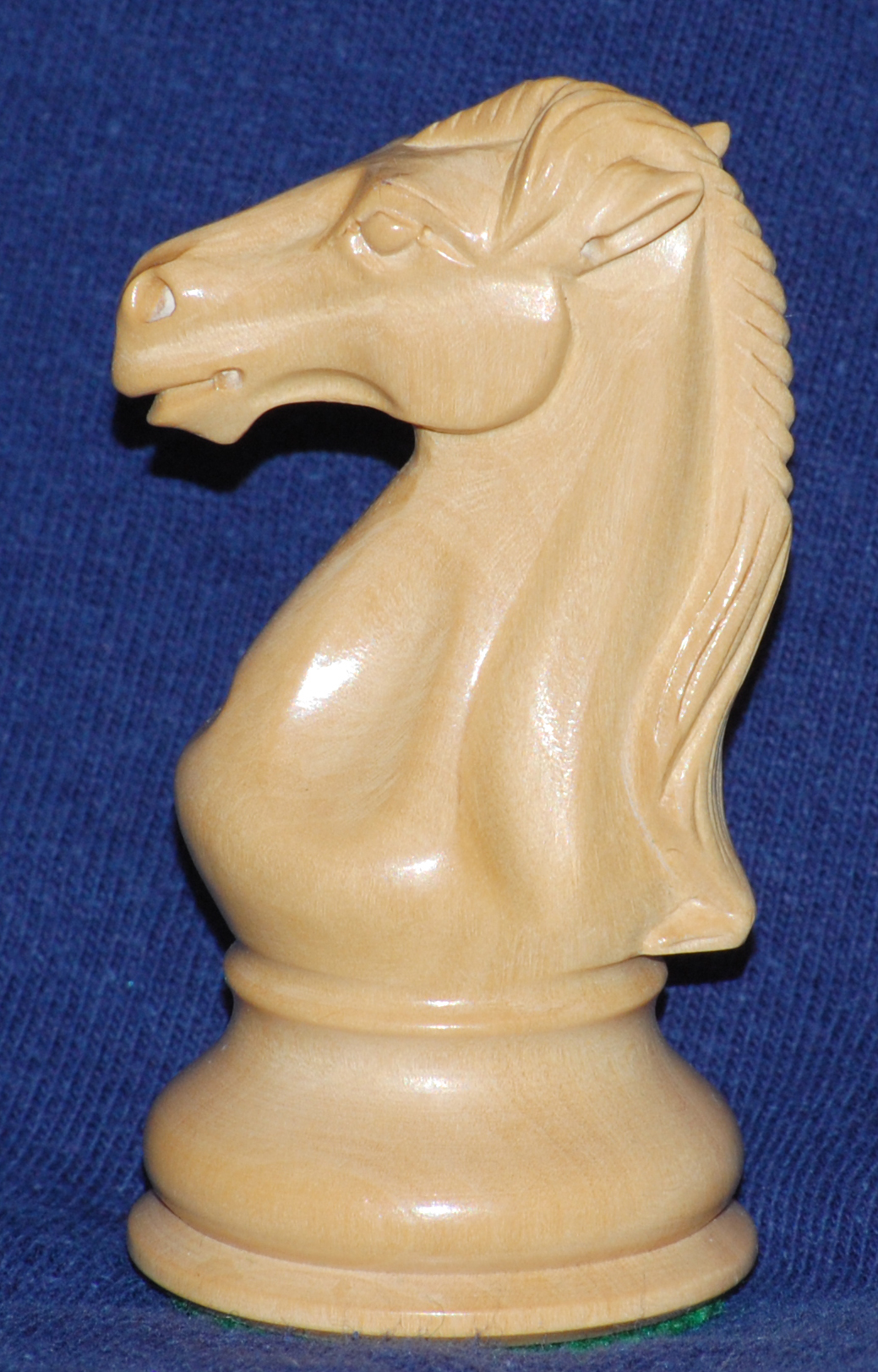
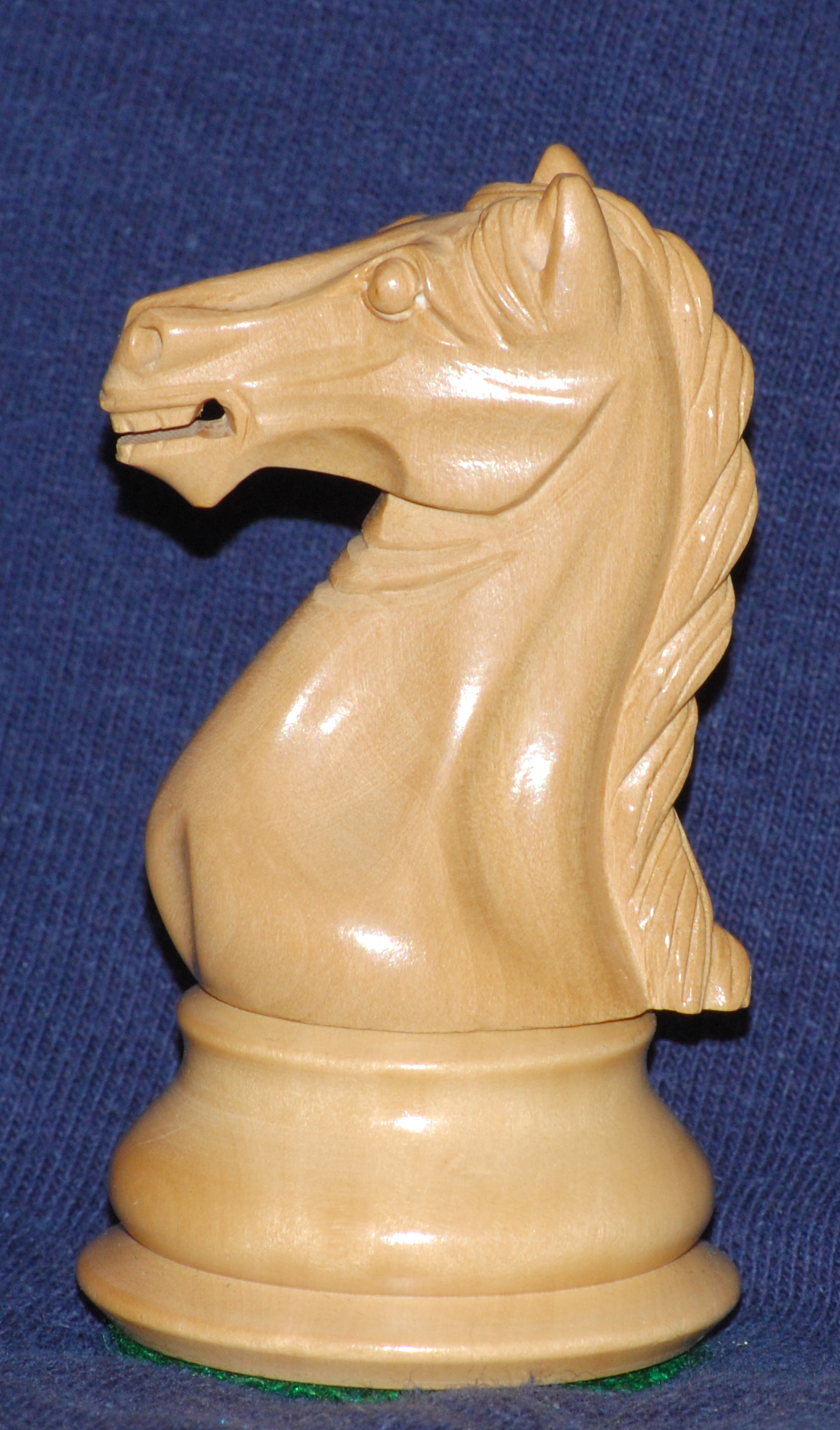
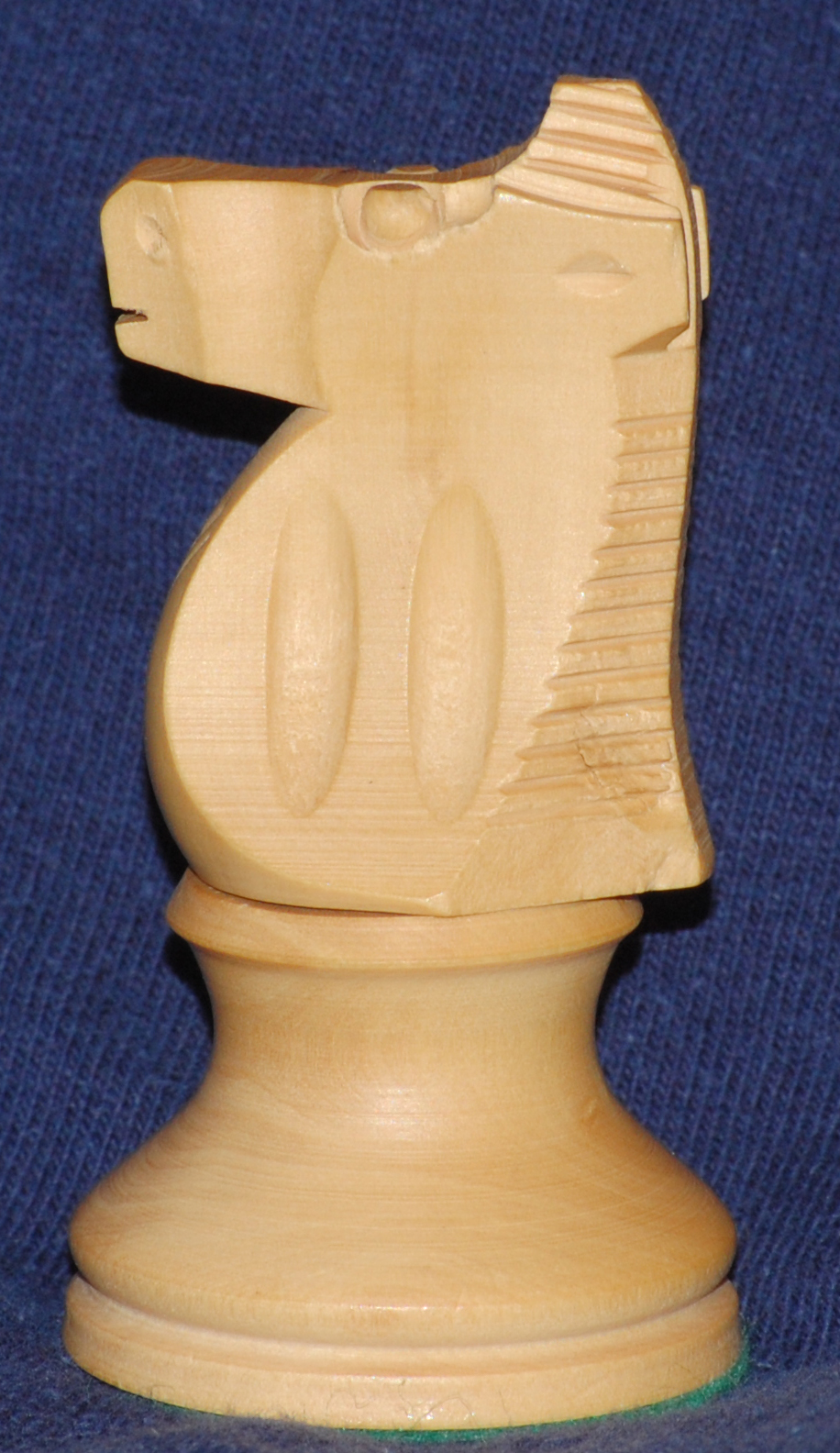
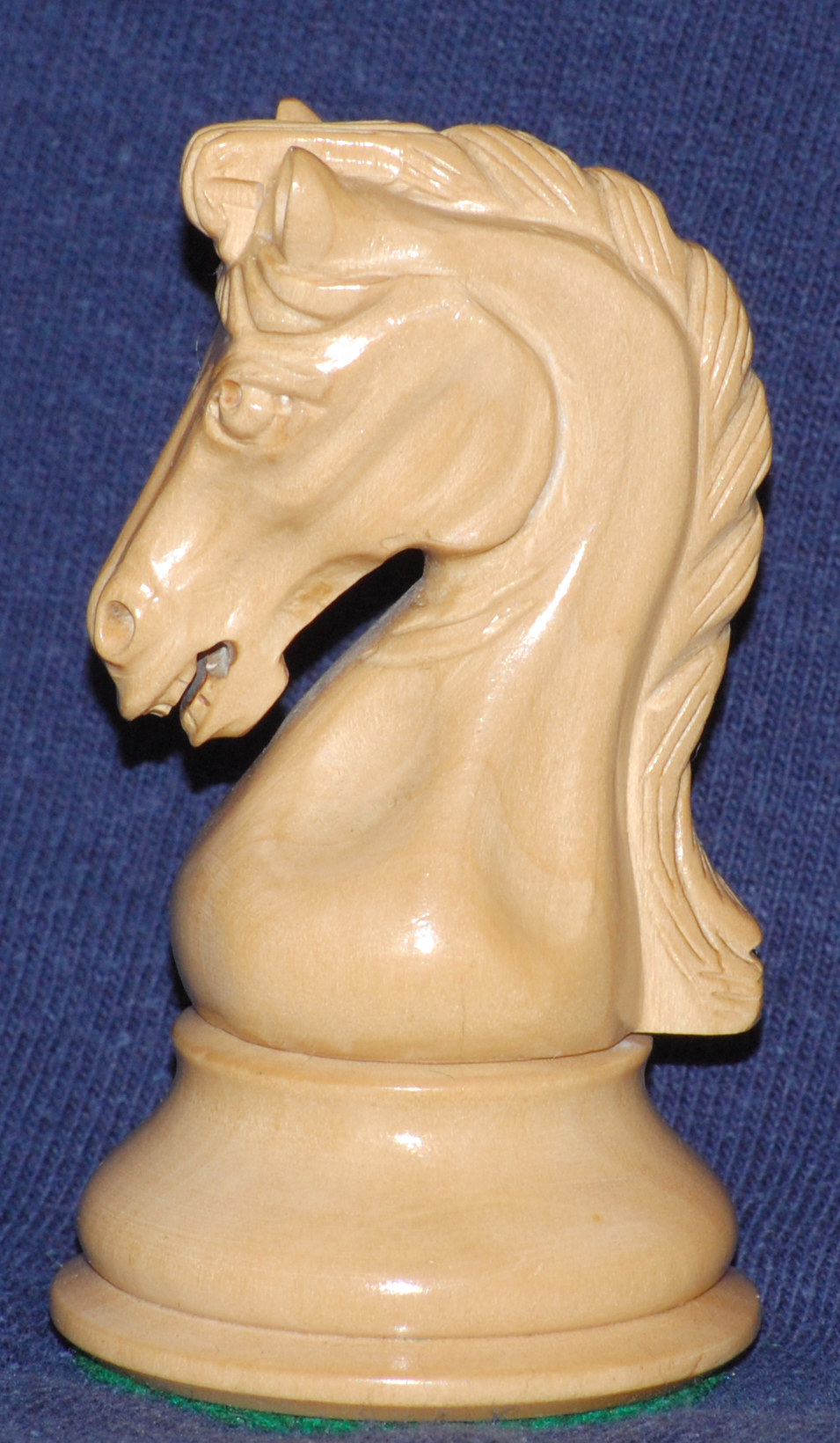
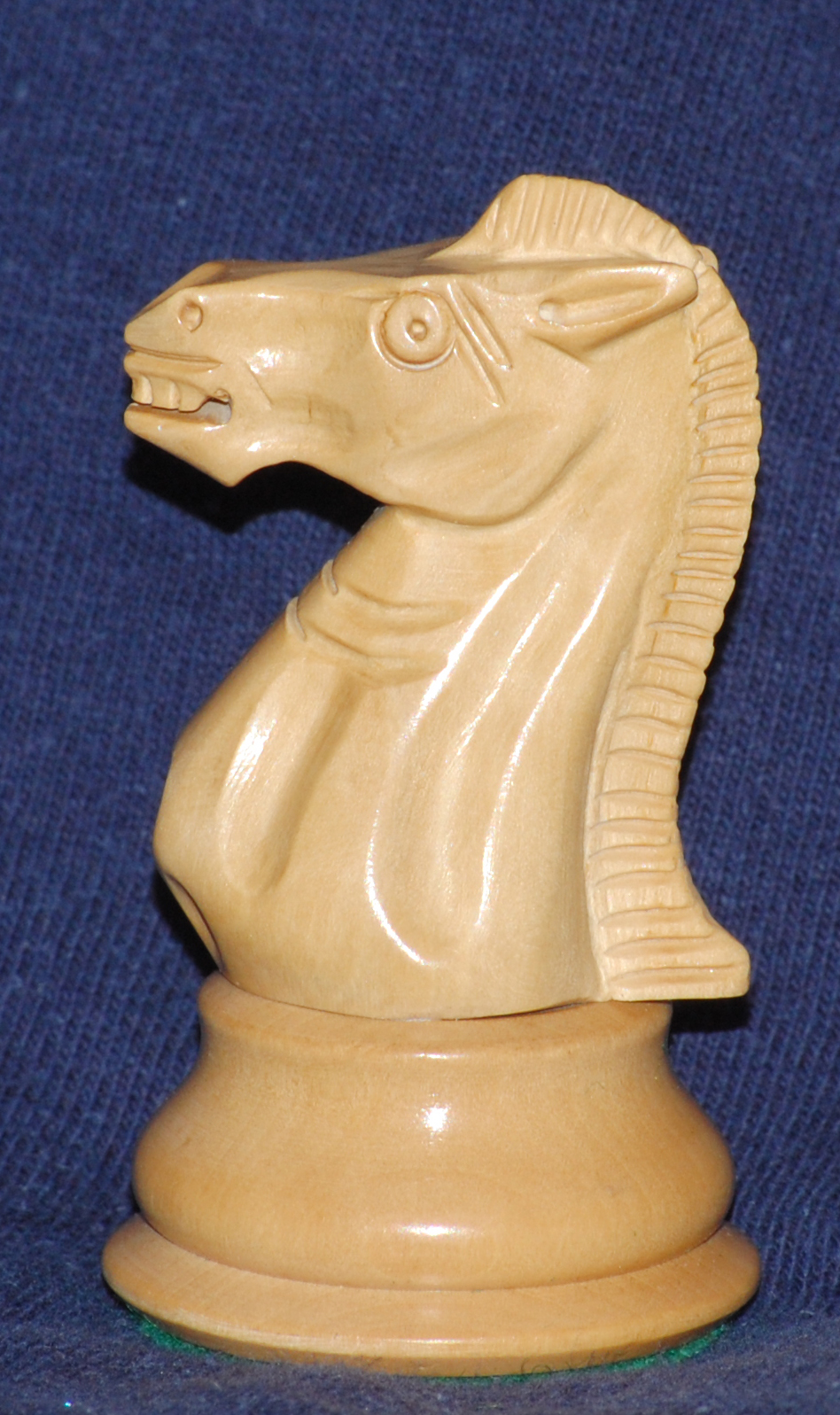
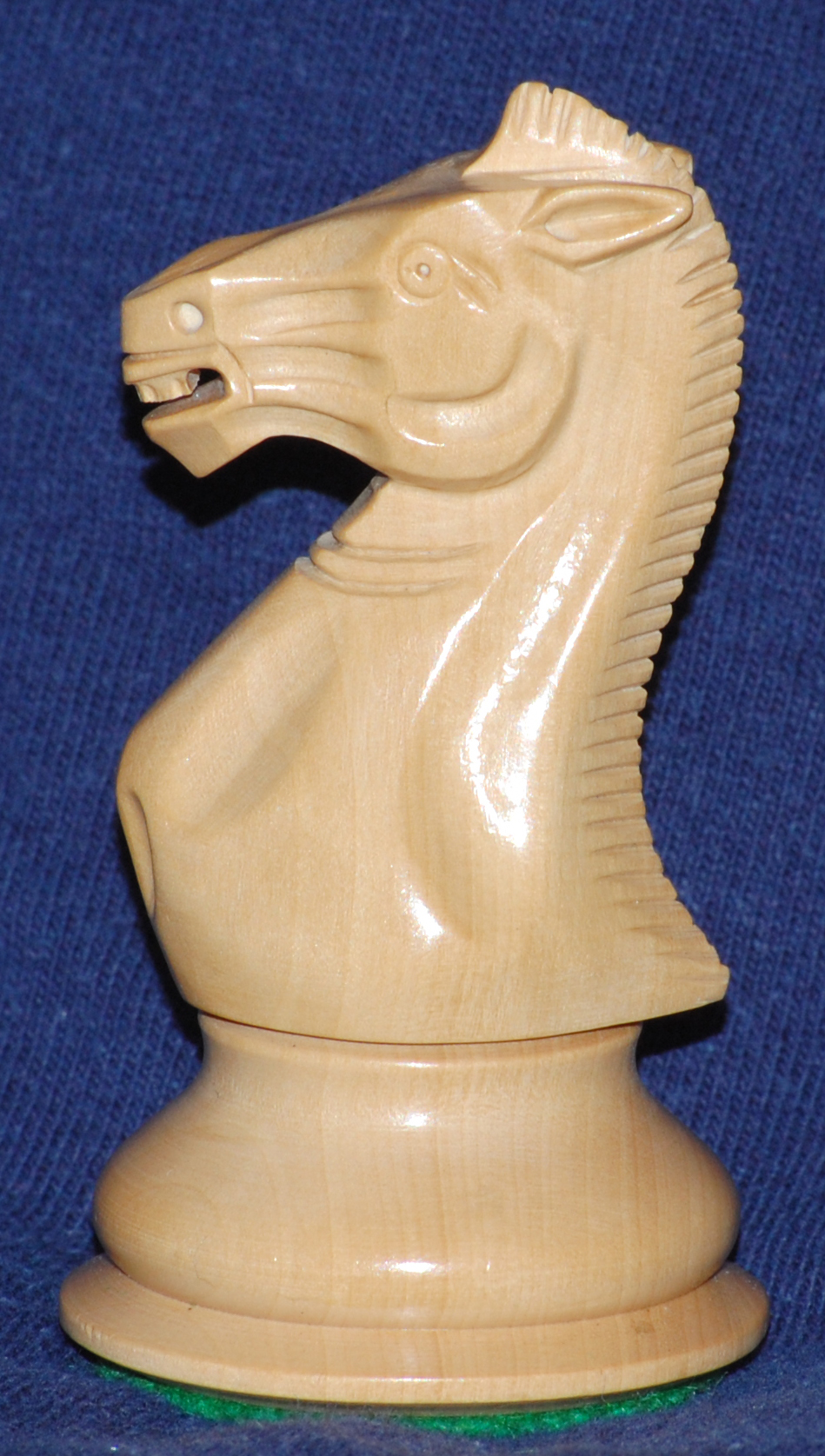
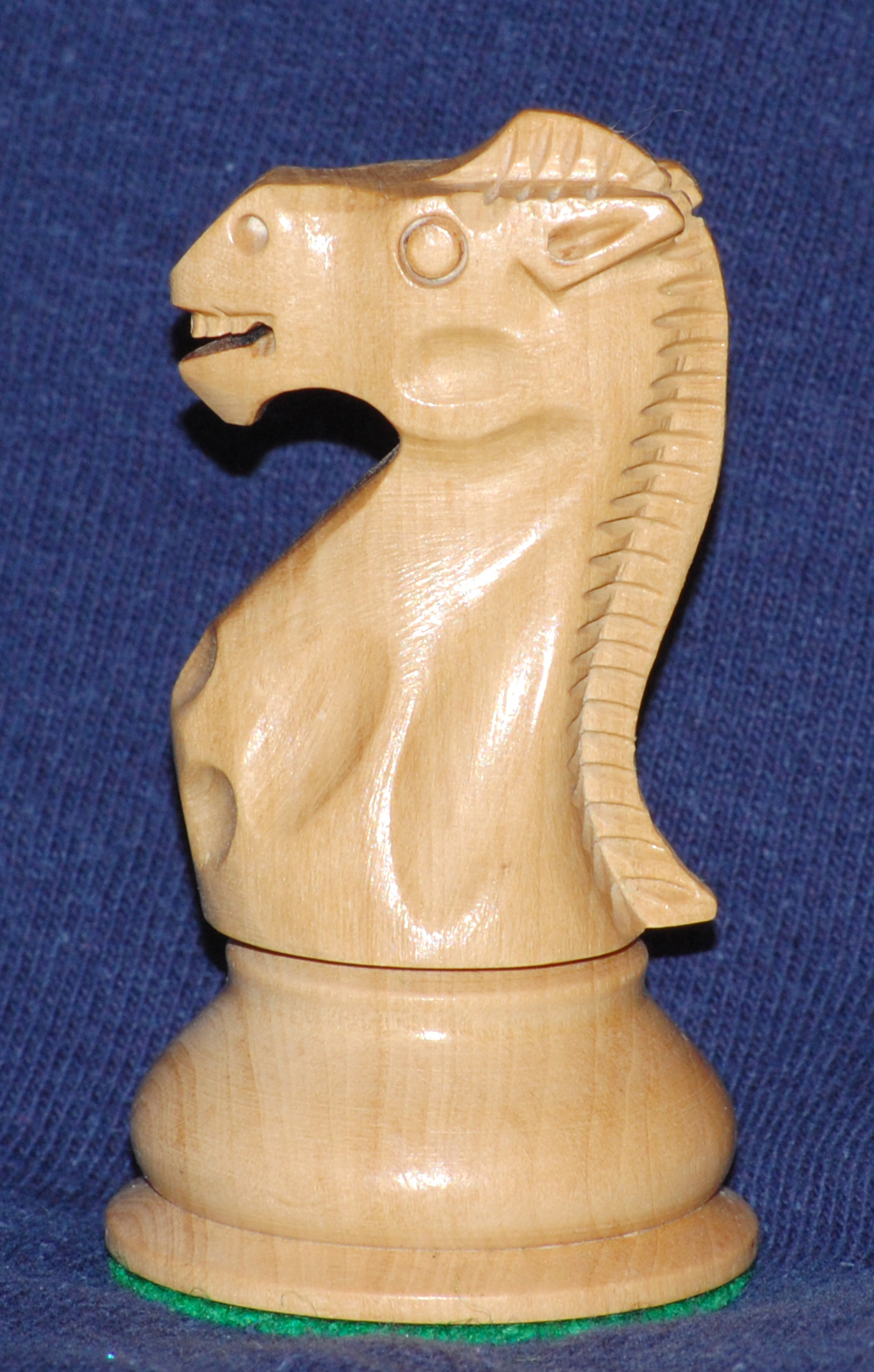
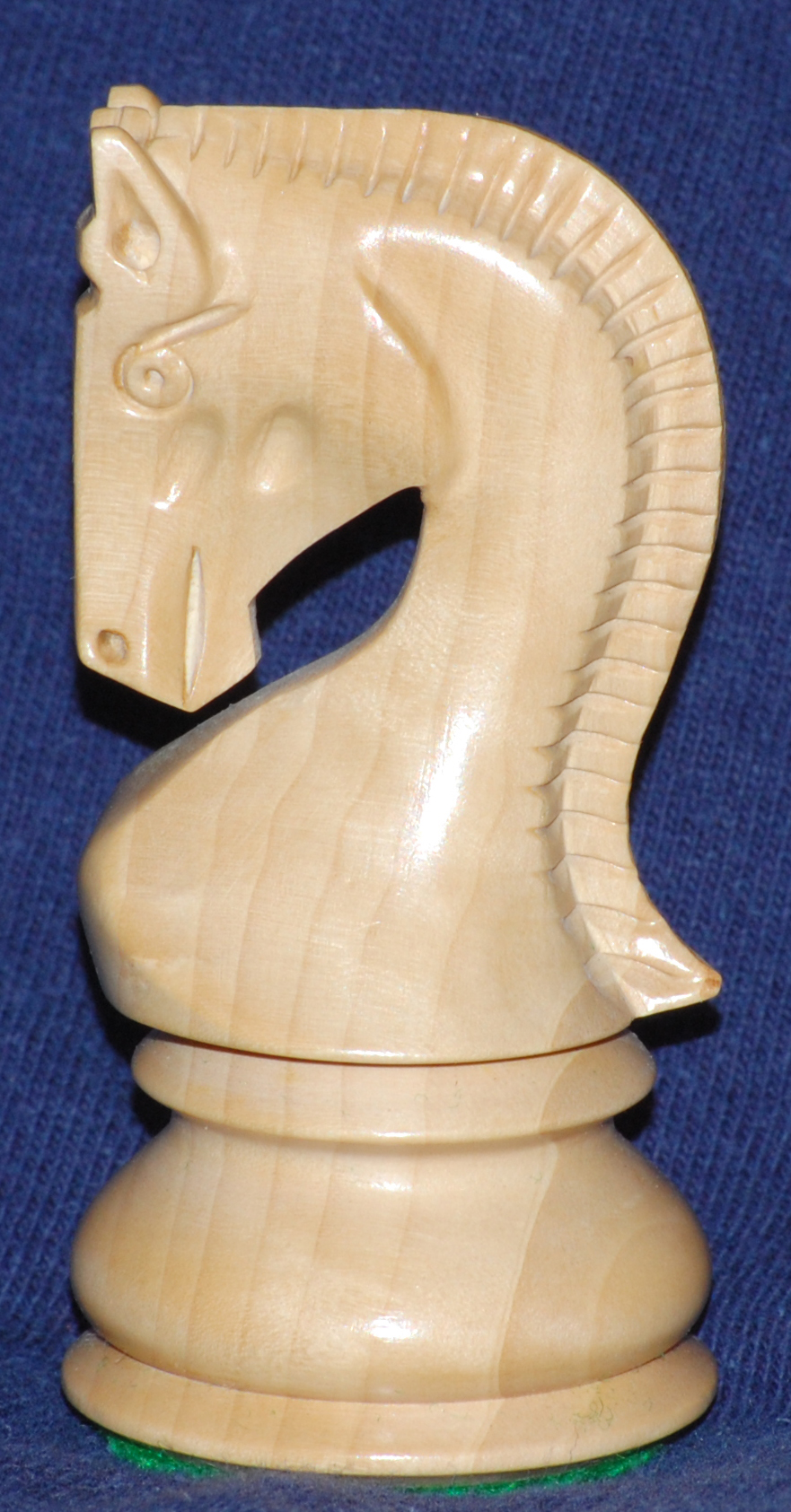
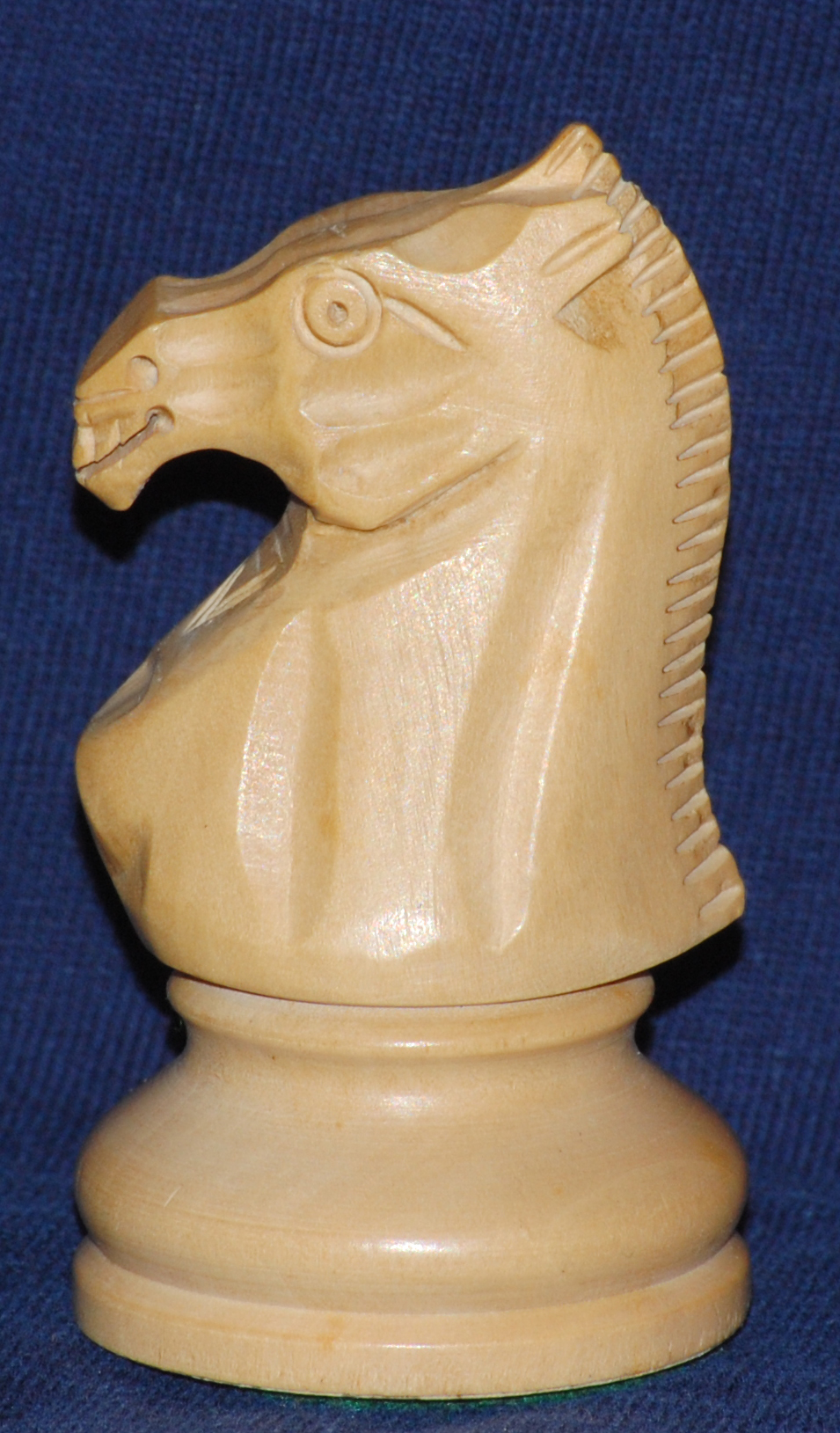
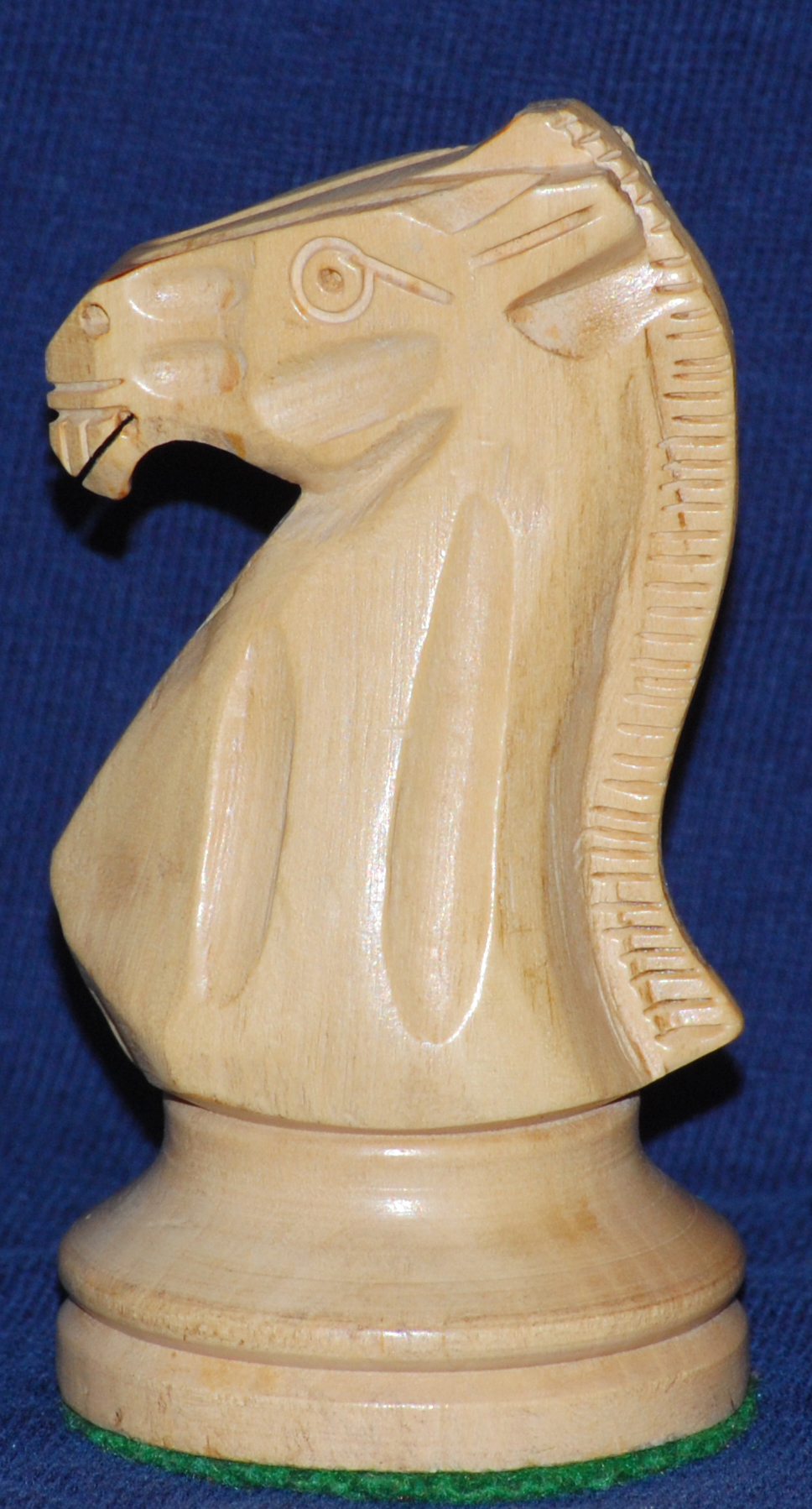
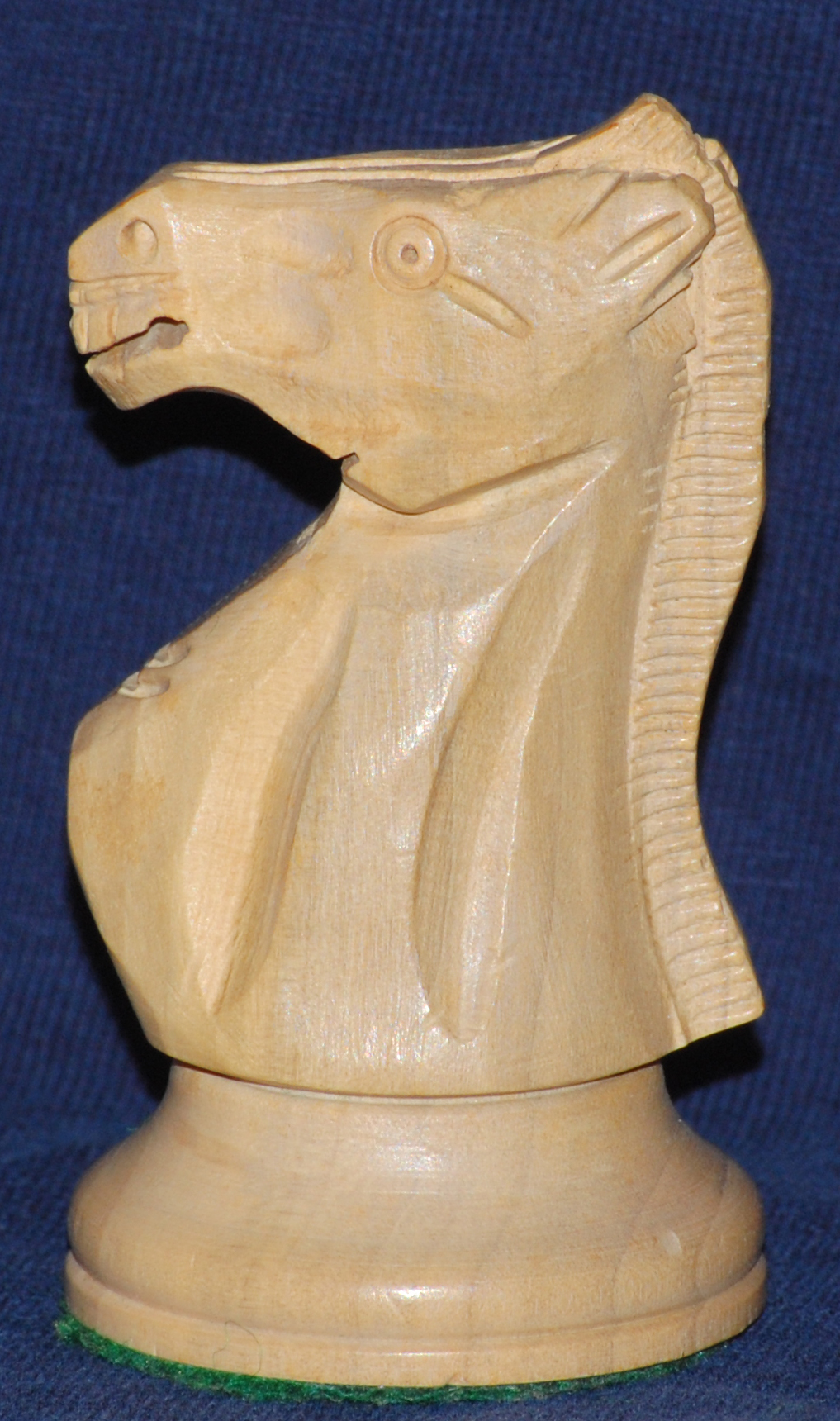
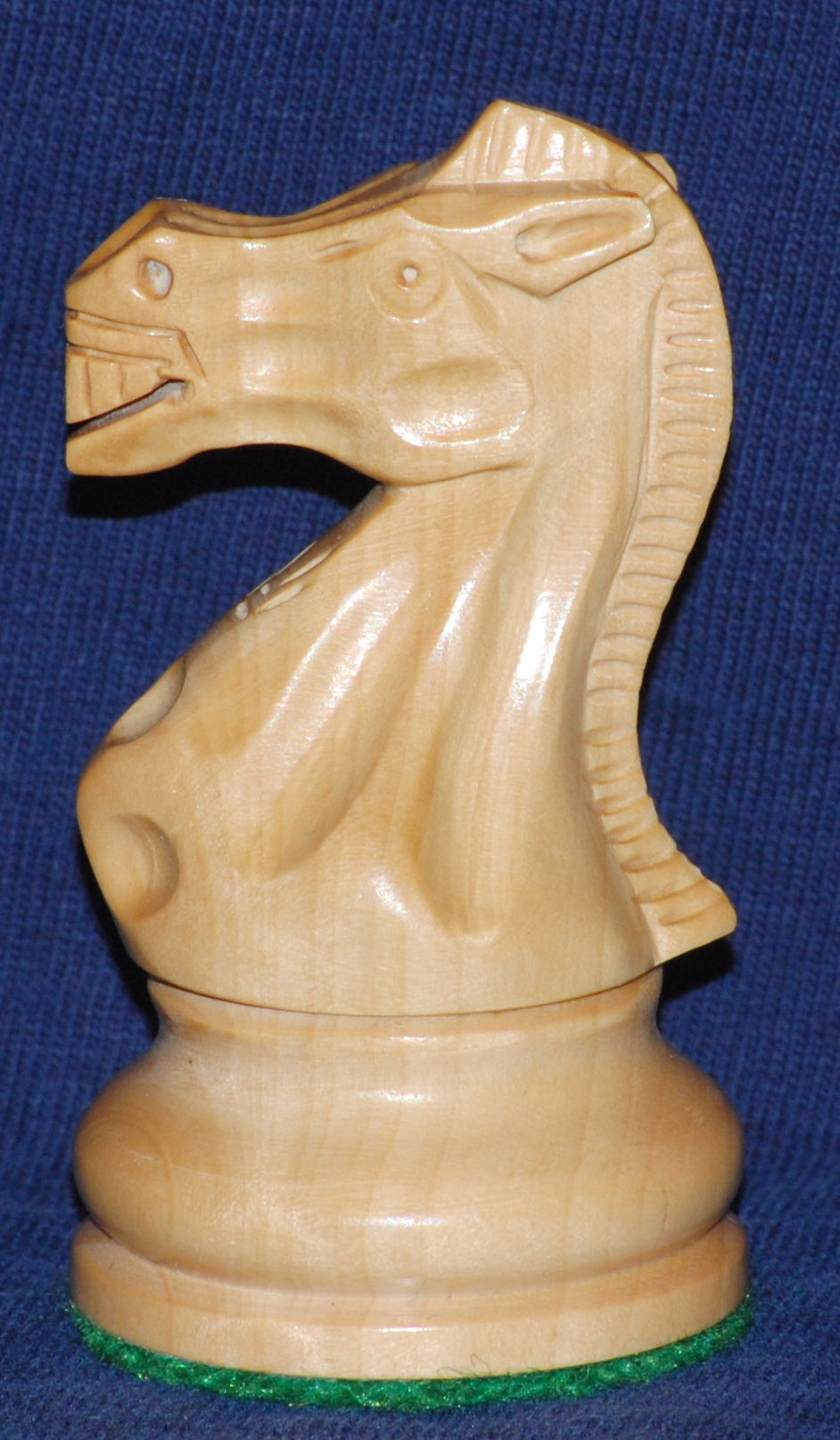
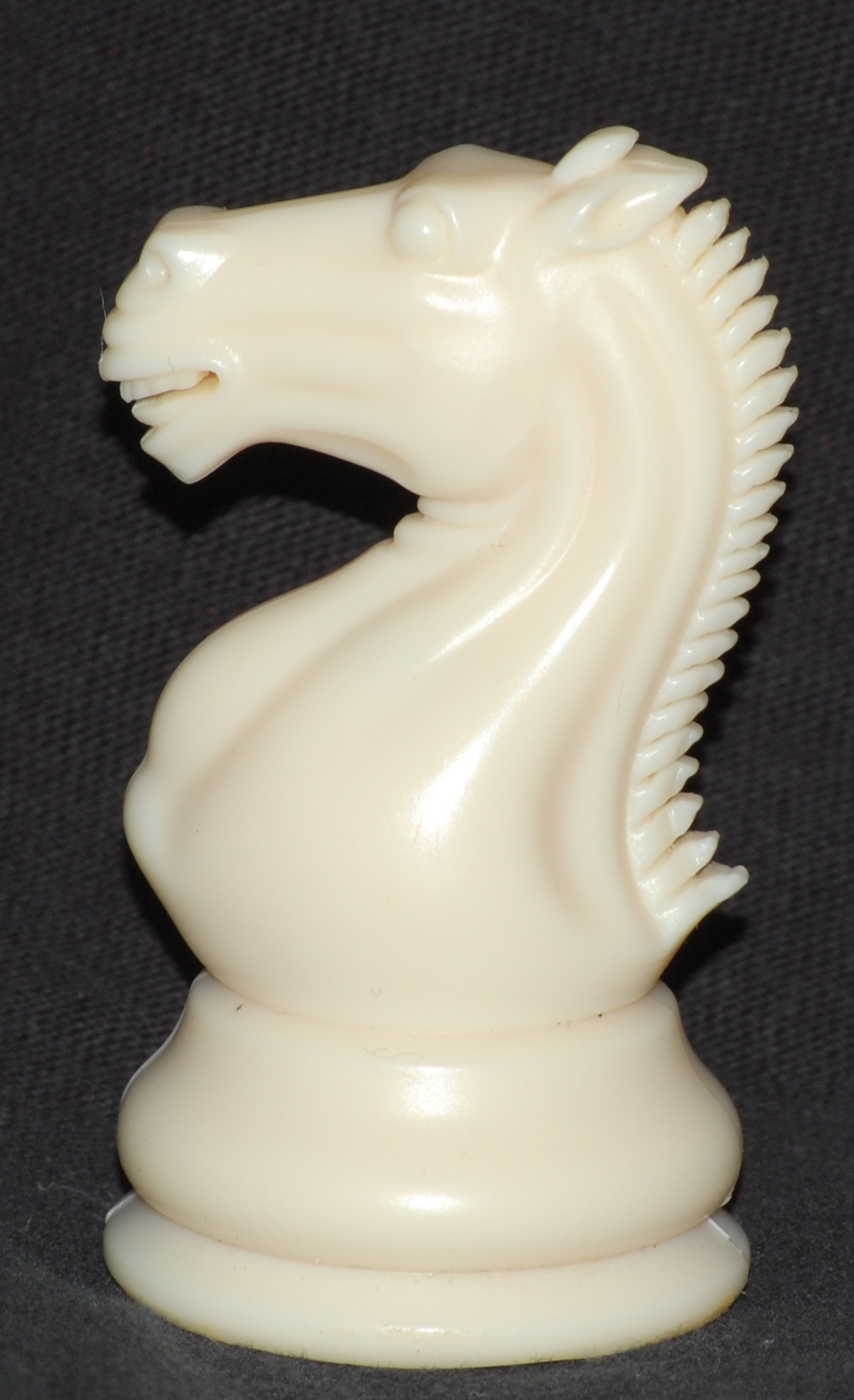
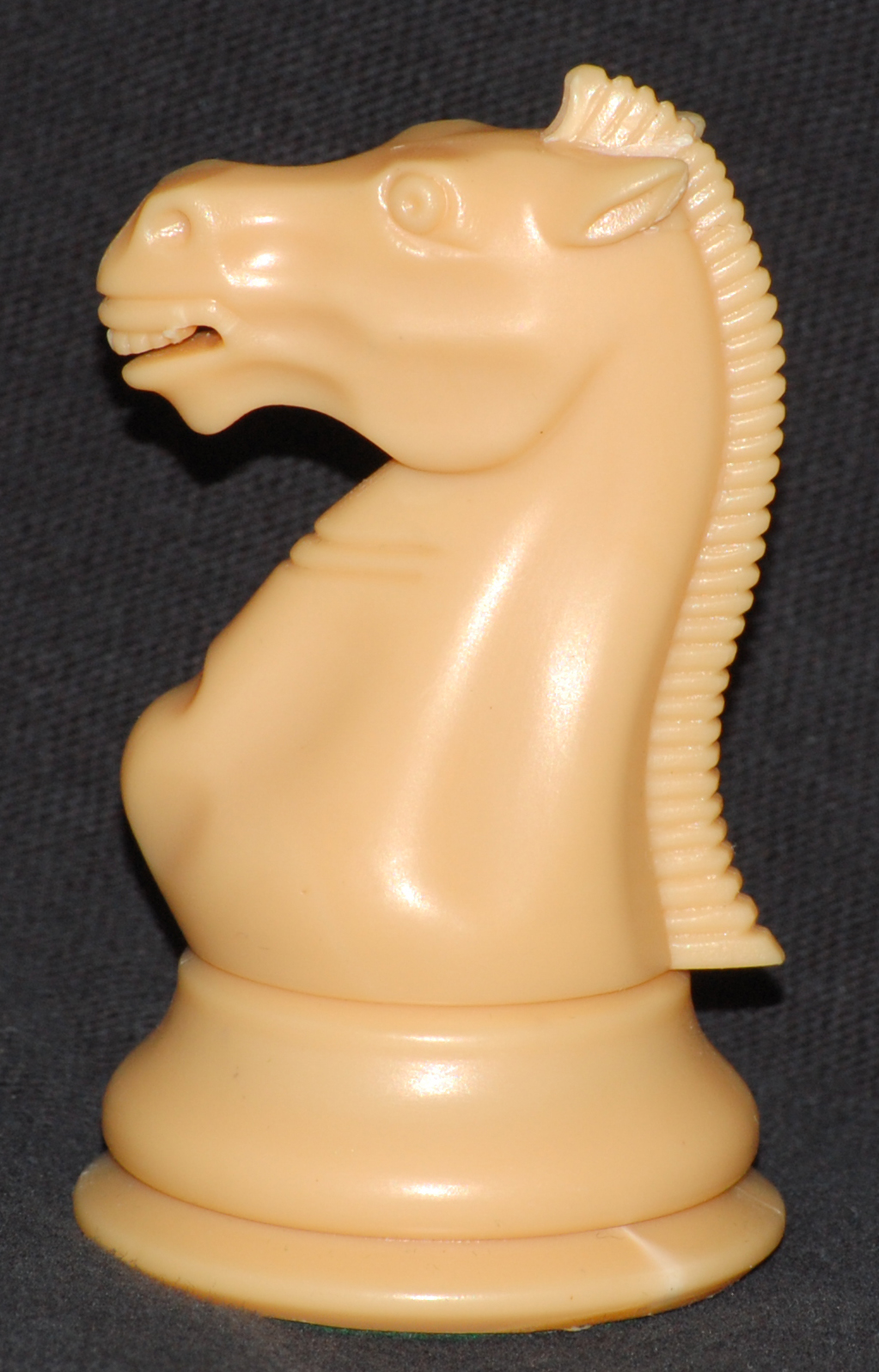
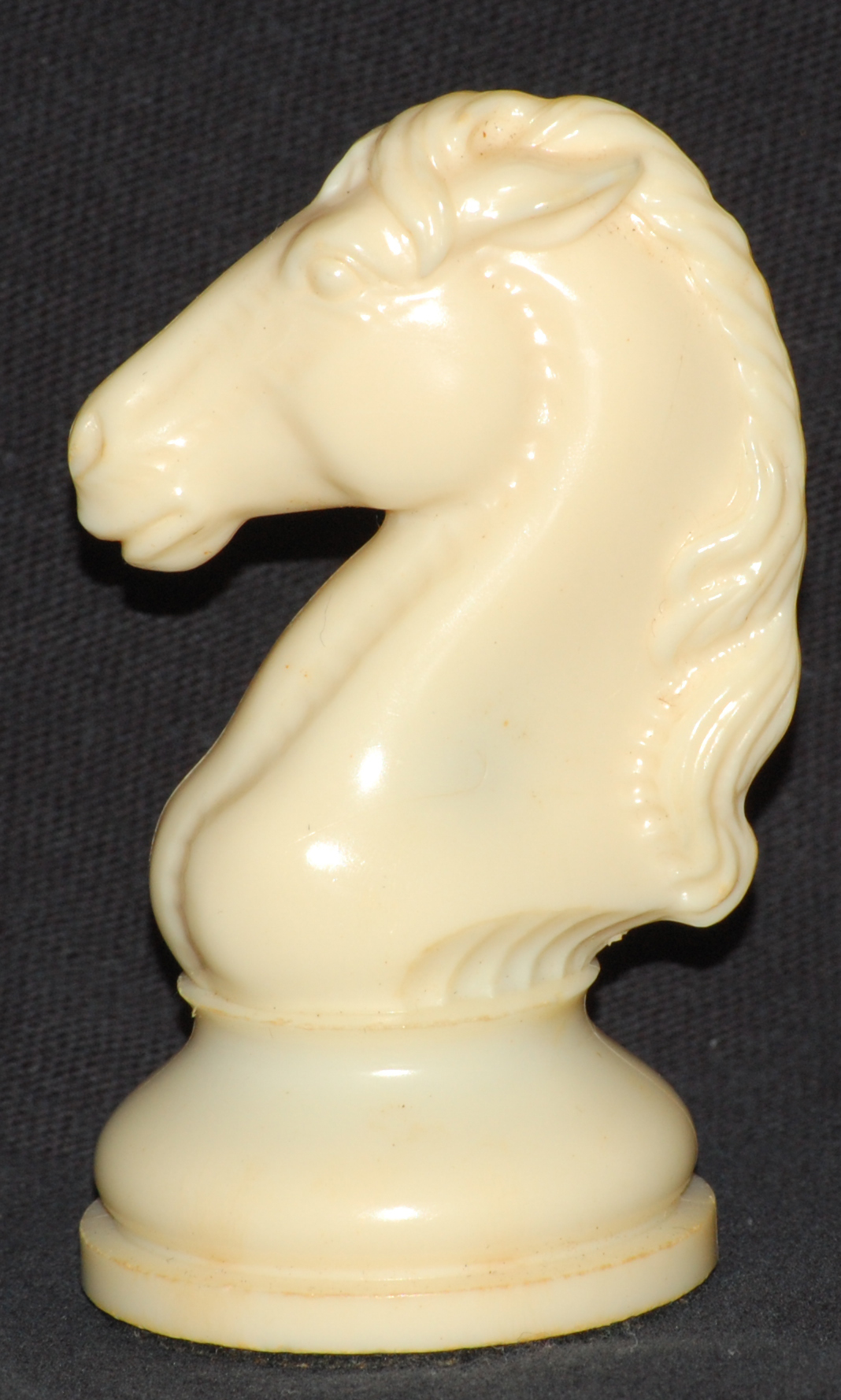
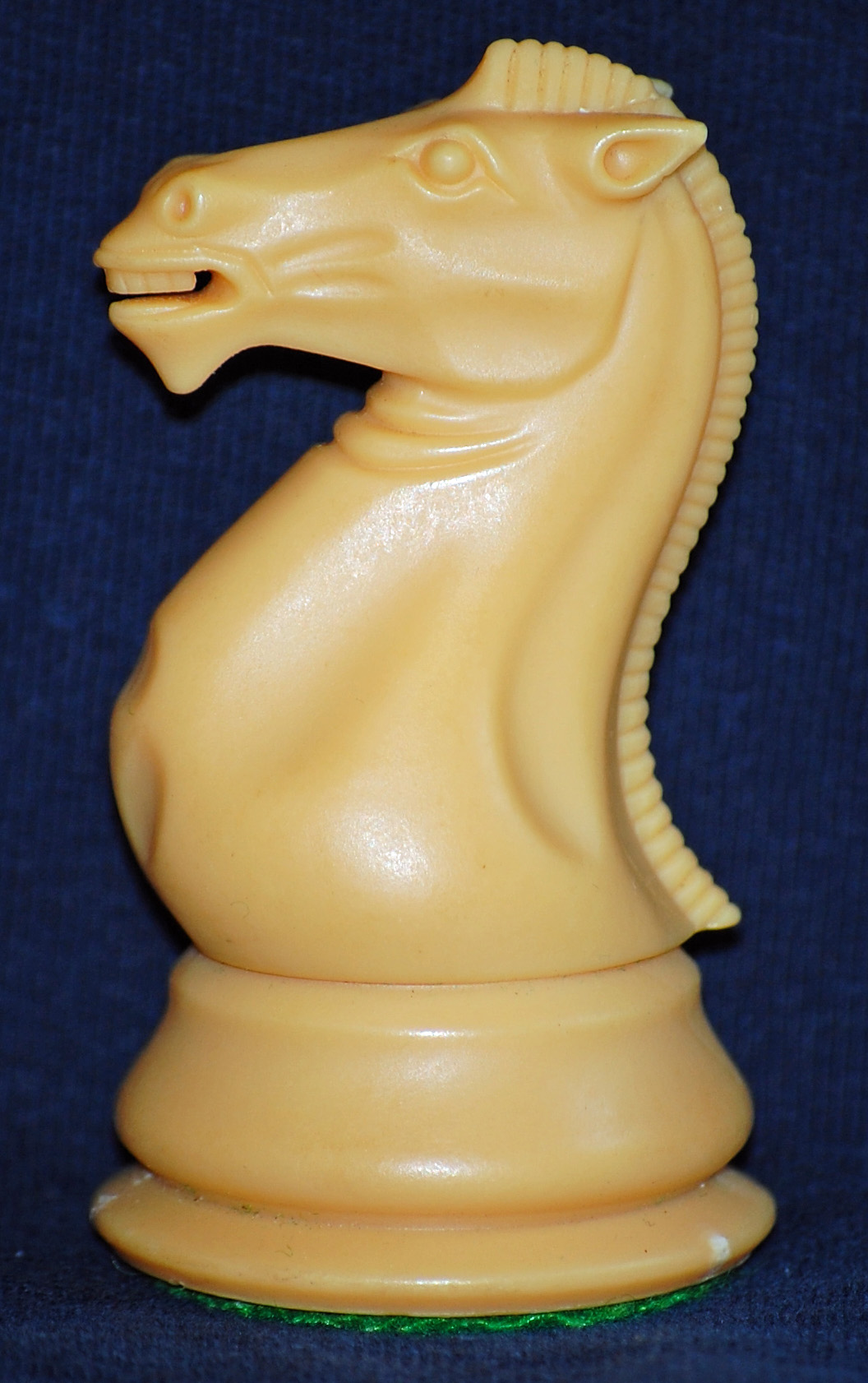
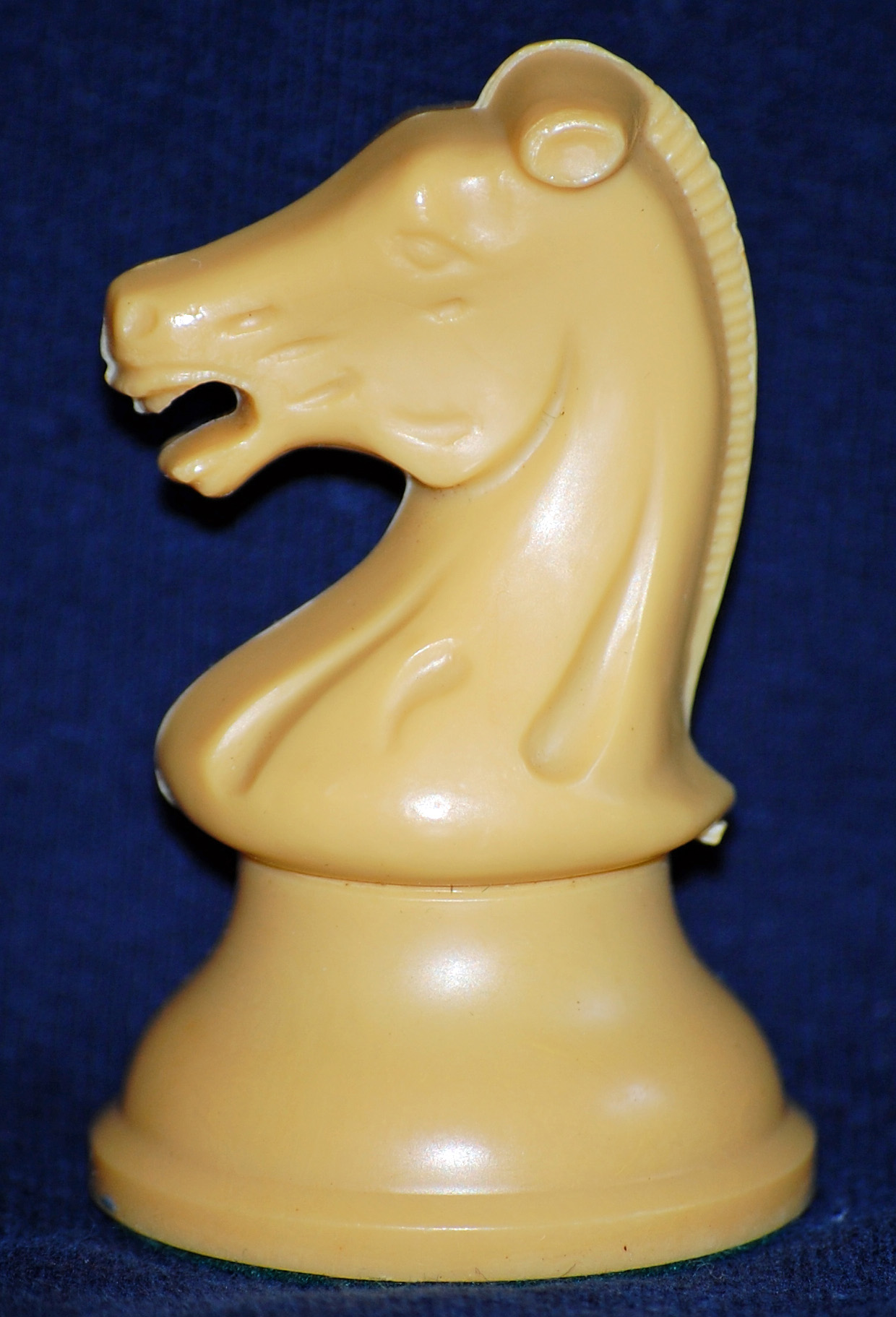